# Revolución del 43
La Revolución del 43 fue una dictadura militar en Argentina, iniciada con el golpe de Estado del 4 de junio de 1943, que derrocó al gobierno del presidente Ramón S. Castillo, último de la llamada Década Infame, debido al fraude electoral y corrupción sistemáticas. El historiador Miguel Ángel Scenna la describió como «la contratapa histórica del golpe del 6 de septiembre de 1930». «En 1930 concluyó un gobierno legal; en 1943 terminó un gobierno semilegal». La dictadura convocó a elecciones generales en 1946, en las cuales resultó victorioso su exvicepresidente, depuesto en octubre de 1945, Juan Domingo Perón, asumiendo como presidente constitucional el 4 de junio de 1946.
Tres militares con el título de presidente se sucedieron en el mando: los generales Arturo Rawson (que estuvo al mando del país durante tres días), Pedro Pablo Ramírez y Edelmiro J. Farrell. A su vez, durante este período se designaron cuatro militares en el puesto de vicepresidente: Sabá H. Sueyro, Edelmiro Farrell (luego presidente), Juan Domingo Perón y Juan Pistarini.
En su transcurso el sindicalismo accedió al poder político por primera vez en la historia argentina, con una alianza conformada principalmente por las corrientes socialista y sindicalista revolucionaria, liderada por el entonces coronel Perón, que dio origen al peronismo.

## Antecedentes
Hacia 1940, la opinión pública argentina había asumido la urgencia de purificar el sistema político del fraude y la violencia que se habían instalado en la vida política desde el golpe de Estado del 6 de septiembre de 1930, que había instalado una dictadura de tipo corporativista con Uriburu y luego una seguidilla de gobiernos de la Concordancia que accedieron al poder mediante el fraude electoral, caracterizando el contexto nacional de la llamada Década Infame, que lo precedió, y en los años finales de la Segunda Guerra Mundial. Con elecciones programadas para septiembre de ese año, el eventual sucesor del presidente Castillo, con la posibilidad de que esta vez el fraude no llegase a alcanzar a torcer la victoria del radicalismo como lo había hecho en las elecciones de 1937 y el acercamiento tanto de ese partido como del delfín del presidente Castillo a los aliados, el golpe resultaba impostergable.

### LaDécada Infame(1930-1943)

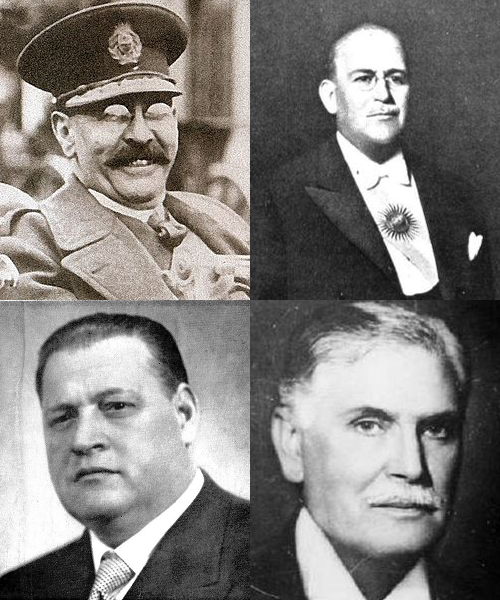
Los cuatro presidentes de la “década infame”: Uriburu, Justo, Ortiz y Castillo.

La llamada Década Infame se inició con el golpe militar del 6 de septiembre de 1930 liderado por el general corporativista nacionalista católico José Félix Uriburu que derrocó al presidente Hipólito Yrigoyen de la Unión Cívica Radical, quien había sido elegido democráticamente para ejercer su segundo mandato en 1928. El 10 de septiembre, José Félix Uriburu fue reconocido como presidente de facto de la Nación por la Corte Suprema mediante la acordada que dio origen a la doctrina de los gobiernos de facto y que sería utilizada para legitimar a todos los demás golpes militares. El gobierno proscribió a la Unión Cívica Radical.
El 5 de abril de 1931 se celebraron las elecciones bonaerenses, con un resultado imprevisto para el gobierno: pese a que este consideraba al radicalismo completamente "fuera de la historia", y a que este no organizó una campaña electoral ni tenía apoyo de la prensa, el candidato radical Honorio Pueyrredón obtuvo el triunfo. Pese a que en el Colegio Electoral el radicalismo quedó varios votos por detrás y debía negociar con los socialistas para obtener la gobernación, el gobierno entró en pánico y la mayoría de los ministros presentó la renuncia. Uriburu reorganizó el gabinete, nombrando ministros del sector "liberal". El 8 de mayo suspendió el llamado al colegio electoral provincial, y nombró gobernador de facto de la provincia de Buenos Aires a Manuel Ramón Alvarado.
Pocas semanas más tarde estalló una revolución en la provincia de Corrientes, dirigida por el teniente coronel Gregorio Pomar; aunque fue rápidamente reprimida, dio a Uriburu la excusa que buscaba: clausuró todos los locales de la UCR, arrestó a docenas de dirigentes y prohibió a los colegios electorales elegir políticos vinculados directa o indirectamente con Yrigoyen; Pueyrredón había sido ministro de Yrigoyen, lo que significaba que no podía ser elegido, pero además fue expulsado del país junto con Alvear. Además suspendió las elecciones de gobernadores planeadas para las provincias de Córdoba y Santa Fe. En el mes de septiembre llamó a elecciones para el mes de noviembre, y poco después anuló las elecciones en Buenos Aires.
Luego del fracaso del ensayo corporativista gobernó  Argentina una alianza política representaban el liberalismo conservador tradicional de Argentina que se denominó la "Concordancia" que fue una alianza política formada entre el Partido Demócrata Nacional (también conocido simplemente como Partido Conservador), la Unión Cívica Radical Antipersonalista y el Partido Socialista Independiente que más tarde formarían la Unión Democrática en 1947. La Concordancia gobernó el país durante la llamada década infame entre 1932 y 1943, a través de los presidentes Agustín P. Justo (1932-1938), Roberto M. Ortiz (1938-1940) y Ramón S. Castillo que debió completar el período por muerte del presidente Ortiz (1940-1943).
Este período se caracterizó por el comienzo del nuevo modelo económico conocido como industrialización por sustitución de importaciones.
En 1943 debían realizarse elecciones para elegir a un nuevo presidente y se descontaba un nuevo fraude electoral que daría la presidencia al cuestionado empresario azucarero Robustiano Patrón Costas, hombre fuerte de Salta en las anteriores cuatro décadas. La asunción de Patrón Costas como presidente aseguraba la continuidad y profundización del régimen fraudulento.

### La Segunda Guerra Mundial
La Segunda Guerra Mundial (1939-1945) tuvo una decisiva y compleja influencia en los acontecimientos políticos argentinos y la revolución del 43
.
En el momento en que la Segunda Guerra Mundial se inició, Gran Bretaña tenía una influencia económica determinante en  Argentina. Por otra parte Estados Unidos había adquirido una presencia hegemónica en todo el continente y se preparaba a desplazar definitivamente a Gran Bretaña como poder hegemónico en  Argentina. La guerra resultó un momento óptimo para ello, sobre todo a partir del momento que Estados Unidos abandonó la neutralidad debido al ataque sufrido en 1941 en Pearl Harbor, por parte de Japón.
La Argentina tenía una larga tradición «neutralista» frente a las guerras europeas, que había sido sostenida y defendida por todos los partidos políticos desde el siglo XIX. Las causas del «neutralismo» argentino son complejas, pero una de las más importantes está relacionada con la condición de proveedor de alimentos para los británicos y Europa en general. Tanto en la primera como en la segunda guerra, Gran Bretaña necesitaba garantizar el abastecimiento de alimentos (granos y carnes) a su población y a sus tropas, y ello hubiera sido imposible si la Argentina no mantenía la neutralidad, ya que sus barcos de carga hubieran podido ser atacados, interrumpiendo el suministro. Simultáneamente, la Argentina había mantenido una posición tradicionalmente reticente a la visión hegemónica del panamericanismo que había impulsado Estados Unidos desde fines del siglo XIX.
En diciembre de 1939 el gobierno argentino consultó con Gran Bretaña la posibilidad de abandonar la neutralidad y unirse a los Aliados. El gobierno británico rechazó de plano la proposición reiterando el principio: la principal contribución argentina eran los suministros y para garantizarlos era necesario mantener la neutralidad. Por entonces también Estados Unidos sostenía una posición «neutralista» consolidada por las leyes de Neutralidad de 1935-1939 y su tradicional «aislacionismo», aunque esa posición variaría radicalmente cuando sus bases militares en el Pacífico fueron atacadas por Japón el 7 de diciembre de 1941.
Luego de Pearl Harbor, en la III Reunión de Consulta de Ministros de Relaciones Exteriores (Conferencia de Río de 1942) realizada en enero de 1942, Estados Unidos intentó que todos los países americanos lo siguieran en bloque ingresando a la guerra. Para Estados Unidos, que no resultaba afectado de ningún modo por la interrupción del comercio entre  Argentina y Europa, la Segunda Guerra Mundial se le presentaba como una excelente oportunidad para terminar de imponer su hegemonía continental, tanto política (expresada en el panamericanismo) como económica y desplazar definitivamente a Gran Bretaña de su punto fuerte en América. Pero  Argentina, a través de su canciller, Enrique Ruiz Guiñazú, se opuso a la entrada en la guerra de los países americanos en bloque, frenando la propuesta estadounidense. A partir de entonces la presión norteamericana no dejaría de crecer hasta hacerse irresistible.
Frente a la guerra, la población argentina se dividía en dos grandes grupos: «aliadófilos» y «neutralistas». El primer grupo era favorable al ingreso de  Argentina en la guerra en el bando aliado, mientras que el segundo sostenía que el país debía mantenerse neutral. Un tercer grupo, los «germanófilos», era francamente minoritario[cita requerida] y ante la imposibilidad de que  Argentina entrara a la guerra apoyando al Eje.
Tanto el presidente de la Unión Cívica Radical Antipersonalista Roberto Marcelino Ortiz (1938-1942) como el conservador Ramón Castillo (1942-1943) habían mantenido la neutralidad, pero era seguro que el candidato oficial Robustiano Patrón Costas le declararía la guerra al Eje.[cita requerida] Esta circunstancia tuvo un enorme peso en las Fuerzas Armadas, sobre todo en el Ejército, donde la posición favorable a mantener la neutralidad era mayoritaria.

### Situación económica y social

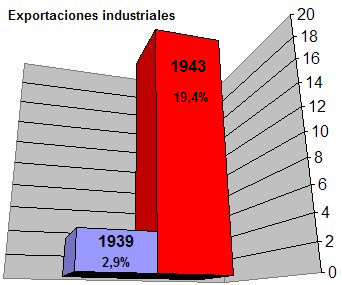
1943 fue un año de gran crecimiento de la industria y de la clase obrera. Las transformaciones socioeconómicas anticipaban grandes cambios sociopolíticos.

Una de las consecuencias directas de la Segunda Guerra Mundial sobre la realidad argentina fue el salto que dio el proceso de industrialización. En 1943 por primera vez el índice de producción industrial superó al agropecuario. Las exportaciones industriales aumentaron del 2,9% del total en 1939, al 19,4% en 1943, encabezadas por la industria textil.
Entre 1941 y 1946, la clase obrera industrial había crecido un 38%, pasando de 677.517 a 938.387 trabajadores. Las fábricas se concentraron principalmente en el área urbana de Buenos Aires que en 1946 reunía el 56% de los establecimientos industriales y 61% del total de obreros del país.
Por otra parte la Gran Depresión de 1929 había limitado la corriente migratoria europea, de modo tal que una nueva corriente de migraciones internas estaba transformando por completo, cuantitativa y culturalmente, a la clase obrera. En 1936 el 36% de la población de la ciudad de Buenos Aires era extranjera y sólo un 12% provenía el interior del país (zonas rurales y pequeñas ciudades); para 1947 los extranjeros se habían reducido al 26% y los migrantes internos se habían duplicado alcanzando el 29%.
Entre 1896-1936 el promedio anual de provincianos que llegaban a Buenos Aires era de 8.000; ese promedio ascendió a 72.000 entre 1936-1943 y a 117.000 entre 1943-1947.
Las nuevas condiciones socioeconómicas y la concentración geográfica anticipaban grandes cambios sociopolíticos con epicentro en Buenos Aires.

## El golpe de estado de 1943

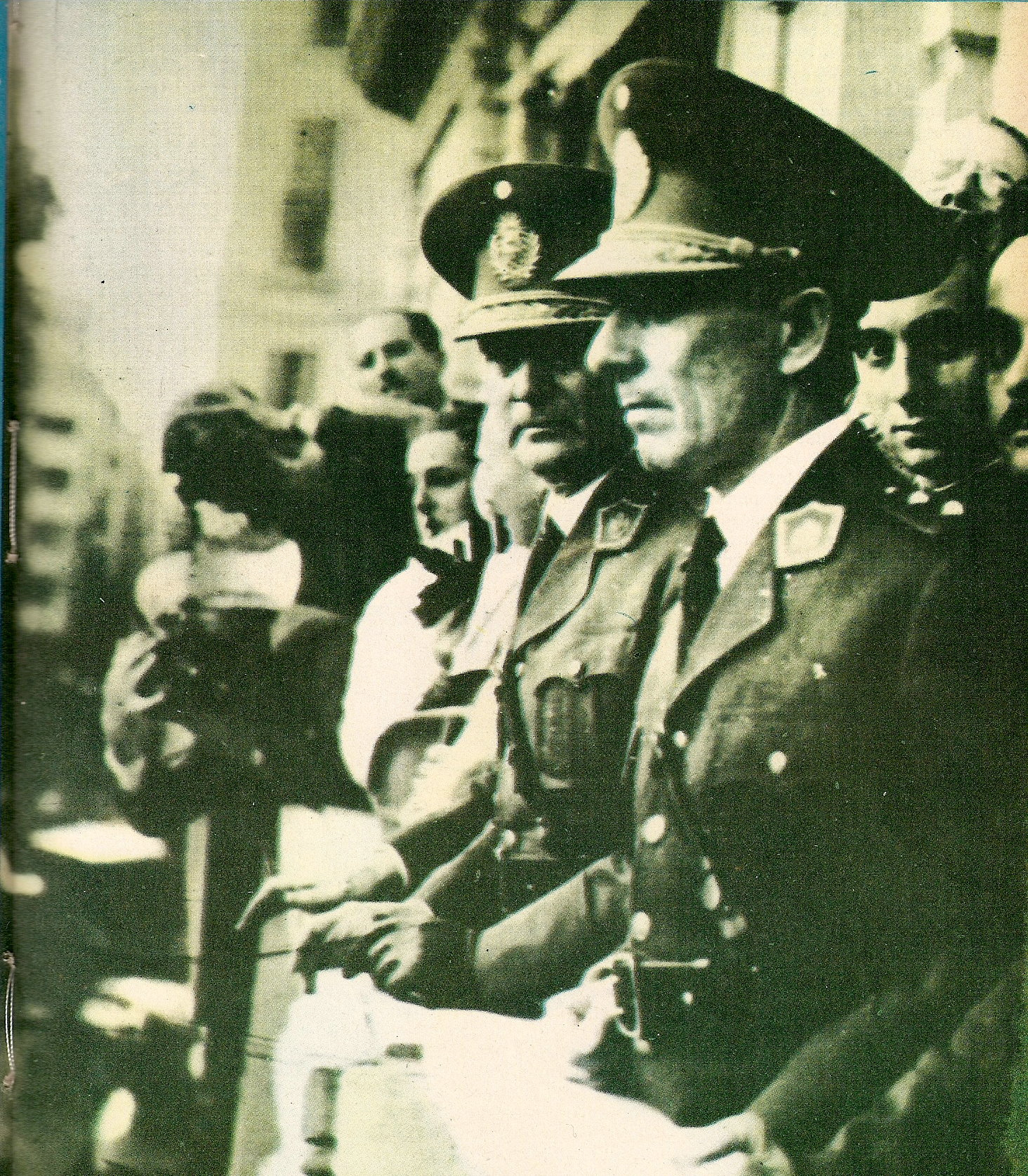
Los generales Arturo Rawson y Pedro Pablo Ramírez saludan a la multitud en Plaza de Mayo el día del golpe de Estado, 4 de junio de 1943.

En 1930 tras un Golpe de Estado liderado por un sector conservar de las Fuerzas Armadas comenzaría la llamada Década Infame un período de la historia argentina que abarcó desde el golpe de estado de 1930 hasta la revolución de 1943. Se caracterizó por gobiernos militares surgidos tras golpes de estado, fraude electoral generalizado, persecución a la oposición, corrupción gubernamental. Para principios de la década del 40 la relación de las fuerzas armadas con el poder se había ido deteriorando en los últimos años, de la mano del cambio generacional en su composición y sobre todo, de la mano del proceso de industrialización que comenzó sostenidamente en el país en esa década. El desarrollo de la industria en Argentina (y en muchas partes del mundo) se realizó de un modo íntimamente relacionado con las Fuerzas Armadas y las necesidades de la defensa nacional.
El presidente Ramón S. Castillo había enfrentado varias conspiraciones militares e intentos fallidos de golpe de Estado y en ese momento se estaban produciendo varias conspiraciones cívico-militares (como la del GOU, la que llevaban adelante el radical Ernesto Sammartino y el general Arturo Rawson, las operaciones que llevaba adelante el radical unionista Emilio Ravignani, etc.) Sin embargo el golpe del 4 de junio de 1943 no fue previsto por nadie y se realizó con una gran dosis de improvisación.
El hecho concreto que desencadenó el golpe militar fue la renuncia que el presidente Castillo le exigió el 3 de junio a su ministro de Guerra, el general Pedro Pablo Ramírez, por haberse entrevistado el 26 de mayo con un grupo de dirigentes de la Unión Cívica Radical que le ofrecieron la candidatura a presidente en las elecciones que se avecinaban, encabezando la Unión Democrática, una alianza que el ala moderada del radicalismo (los unionistas) estaba tratando por entonces de concretar junto al Partido Socialista y el Partido Demócrata Progresista con apoyo del comunismo.
El golpe se decidió el día anterior en una reunión en Campo de Mayo dirigida por los generales Arturo Rawson y Pedro Ramírez. Farrell se excusó de participar del grupo golpista invocando razones personales cuando fue invitado por el general Rawson, y Perón no pudo ser hallado.
En la madrugada del 4 de junio salió de Campo de Mayo, al noroeste de la Ciudad de Buenos Aires, una fuerza militar de 8000 soldados encabezada por los líderes del levantamiento: los generales Arturo Rawson y Elbio Carlos Anaya, los coroneles Emilio Ramírez y Fortunato Giovannoni y el teniente coronel Tomás A. Ducó (presidente del Club Huracán). Al llegar a la Escuela de Mecánica de la Armada, en el barrio de Núñez, la columna fue atacada por fuerzas leales atrincheradas allí, resultando del combate 30 muertos y 100 heridos. Rendida la ESMA el presidente Castillo se embarcó en el rastreador ARA Drummond con orden de alejarse en dirección a Uruguay, dejando sola la Casa Rosada donde ingresaron los generales Juan Pistarini, Armando Verdagauer, Pedro Pablo Ramírez y Edelmiro Farrell, y los almirantes Sabá H. Sueyro y Guisasola, quienes recibieron a la columna rebelde poco después del mediodía, asumiendo el general Arturo Rawson como presidente.
En un primer momento todas las fuerzas políticas y sociales apoyaron el golpe, con mayor o menor entusiasmo, con la única excepción del Partido Comunista. Lo mismo sucedió con Gran Bretaña y Estados Unidos, que recibieron el golpe «con gritos de satisfacción», según refiere sir David Kelly, embajador británico en Argentina en ese momento. La embajada alemana, por el contrario, quemó sus archivos el día anterior.
Las caracterizaciones del golpe varían mucho entre los especialistas. José Luis Romero, lo consideró una «maniobra de salvataje del grupo comprometido con la infiltración nazi, complicado con la prevención de un viraje de Castillo hacia los Estados Unidos»  Miguel Ángel Scenna lo describió como "la contratapa histórica del golpe del 6 de septiembre de 1930… En 1930 concluyó un gobierno legal; en 1943 terminó un gobierno semilegal". Desde el movimiento obrero, la CGT N.º 2 caracterizó el golpe diciendo que "Con la caída de Castillo el pueblo trabajador perdió un enemigo, los especuladores un aliado, la coima y el peculado un indiferente y el nazi-fascismo su mejor amigo".

## Los organizadores del golpe y el rol del GOU
Por aquel entonces las Fuerzas Armadas argentinas estaban integradas solamente por dos fuerzas: el Ejército y la Armada. Esta última estaba integrada por oficiales provenientes en general de sectores aristocráticos y de clase alta. El Ejército, por el contrario, venía sufriendo importantes cambios en su integración, apareciendo nuevos grupos de oficiales provenientes de sectores medios y medios bajos, con nuevas ideas sobre la defensa vinculadas a la exigencia de la industrialización y las empresas militares y a la necesidad de un rol activo del Estado para promover estas actividades.
El Ejército estaba dividido en dos grandes sectores: nacionalistas y liberales. Sin ser grupos homogéneos, los primeros tenían en común una preocupación especial por el desarrollo de la industria nacional, las relaciones con la Iglesia católica y una posición internacional autónoma; muchos de ellos mantenían relaciones estrechas con el radicalismo y en general provenían de sectores de clase media. Los segundos, los liberales, compartían una posición de acercamiento a los grandes grupos de poder económico, mayoritariamente británicos o estadounidenses, sostenían la premisa de que el país debía tener una estructura productiva básicamente agrícola-ganadera y solían provenir o pertenecían a la clase alta.
Los grandes cambios políticos, económicos y sociales que se habían producido durante la década de 1930 impulsaron la aparición de una multiplicidad de grupos con nuevos enfoques, no solo en las Fuerzas Armadas, sino en todos los sectores políticos y sociales. Esta heterogeneidad era mantenida bajo control por el liderazgo indiscutido que el general Agustín Pedro Justo tenía en el ámbito militar. Pero Justo murió precisamente el 11 de enero de 1943, dejando al Ejército sin la contención de su liderazgo y desatando un proceso de realineamientos y luchas internas entre los diversos grupos militares.
La mayoría de los historiadores de todas las tendencias consideraron que en la organización del golpe de Estado y en el gobierno militar surgido del mismo, jugó un rol decisivo el GOU, Grupo de Oficiales Unidos, una agrupación militar creada el 10 de marzo de 1943 y disuelta el 23 de febrero de 1944. Sin embargo, más recientemente, algunos historiadores han puesto en duda la verdadera influencia del GOU, calificándola de «mito».
El historiador estadounidense Robert Potash, que ha estudiado en detalle la actuación del ejército en la historia argentina moderna, ha relativizado mucho la participación del GOU en el golpe de Estado del 4 de junio:

La dirección del GOU no controlaba directamente los recursos militares necesarios para realizar una revolución... El movimiento militar del 4 de junio no fue resultado de un plan elaborado cuidadosamente por el GOU, o siquiera por cualquier otro grupo de oficiales... Más bien fue una rápida improvisación cuyos participantes apenas concertaron acuerdos en relación con objetivos específicos, fuera del derrocamiento del presidente Castillo.

Los historiadores no concuerdan sobre muchas de las circunstancias del GOU pero hay consenso en que se trató de un grupo reducido de oficiales, con un peso importante de los de menor graduación, sobre todo coroneles y tenientes coroneles. El GOU carecía de una ideología precisa, pero todos sus integrantes compartían una visión nacionalista, anticomunista, «neutralista» frente a la guerra y sumamente preocupada por terminar con los actos abiertos de corrupción de los gobiernos conservadores.
Los miembros fundadores del GOU en mayo de 1943 fueron:
- Coroneles: Miguel Á. Montes, Enrique P. González, Juan D. Perón[35] y Emilio Ramírez (hijo del general Pedro Pablo Ramírez). A mediados de julio se sumaría Eduardo Ávalos completando el grupo de mando. Los últimos serían conocidos como «los cuatro coroneles».[36]
- Tenientes coroneles: Urbano de la Vega, Domingo Mercante, Oscar A. Uriondo, Julio Lagos (sería uno de los jefes de la Revolución Libertadora), Severo Eizaguirre, Tomás A. Ducó (destacado dirigente de fútbol), Arturo Saavedra, Aristóbulo Mittelbach, Bernardo Menéndez,[37] Agustín de la Vega y Bernardo Guillanteguey.
- Mayores: Heráclito Ferrazano, Fernando González y Héctor Ladvocat.
- Capitán: Francisco Filippi (yerno del general Pedro Pablo Ramírez).

Potash y Félix Luna consideran que los iniciadores del grupo fueron Juan Carlos Montes y Urbano de la Vega. Se sabe también que los hermanos Montes eran activos radicales yrigoyenistas, con estrechas relaciones con Amadeo Sabattini (UCR), quien a su vez era íntimo amigo de Eduardo Ávalos con quien también mantenía una relación estrecha. Por su parte el historiador Roberto Ferrero sostiene que los dos "cerebros" del GOU eran Enrique P. González y Emilio Ramírez. Finalmente, los generales Pedro Pablo Ramírez y Edelmiro Farrell, mantenían estrechos contactos con el GOU; el primero y futuro presidente, era padre del coronel Ramírez y suegro del capitán Filippi.
Los historiadores no concuerdan respecto del papel desempeñado por Perón en el GOU. Algunos, como Hugo Gambini y Fermín Chávez, desde posiciones políticas divergentes, consideran que Perón, aún con un grado militar relativamente bajo, fue el cerebro y el verdadero líder del GOU. Otros, como Félix Luna y Ferrero, le asignan a Perón un papel relativamente menor al comienzo. Potash opina que jugó un rol importante en su organización pero compartido con otros líderes como Ramírez, González y Montes. Por su parte Rogelio García Lupo sostiene que el GOU era en gran medida un mito, una operación de inteligencia militar. Lo cierto es que Perón no ocupó cargos importantes de poder en el gobierno hasta fines de 1943, cuando asumió la Secretaría de Trabajo.
La presencia del GOU expresaba el avance de los oficiales jóvenes del Ejército, muchos de ellos provenientes de sectores medios y bajos sin influencia, que encontraron un momento histórico oportuno para dar un paso al frente en 1943, al morir el general Agustín P. Justo, quien había controlado el Ejército por casi dos décadas. Precisamente, la Revolución del 43 se caracterizó por la ausencia de un liderazgo definido.
Más allá del debate sobre la verdadera influencia del GOU en la Revolución del 43, las Fuerzas Armadas, sobre todo a partir de la muerte del general Justo, era un conjunto inestable de grupos de ideologías imprecisas y relativamente autónomos, que estaban desarrollando relaciones con los viejos y nuevos factores de poder y que irían asumiendo posiciones definidas a medida que el proceso fuera desenvolviéndose.

## La fugaz dictadura de Rawson

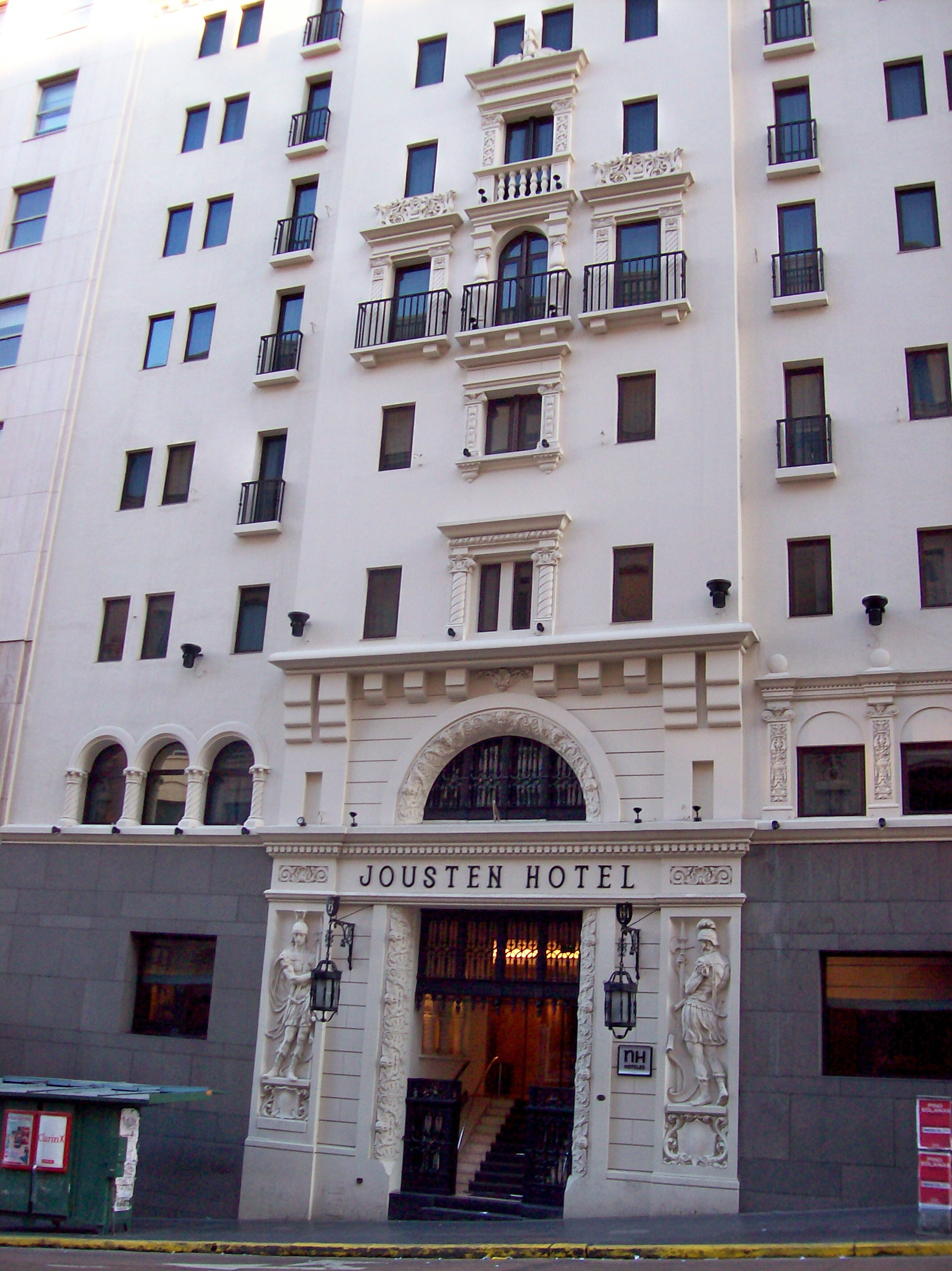
Hotel Jousten, en la Avenida Corrientes y 25 de Mayo, en Buenos Aires. Allí se reunía el grupo de conspiradores conocido como Los Generales del Jousten, dirigido por el general Arturo Rawson.

El general Arturo Rawson era un ferviente católico, miembro del conservador Partido Demócrata Nacional y de una tradicional familia de la aristocracia argentina. Rawson dirigía un grupo llamado «los generales del Jousten» debido al restaurante-hotel ubicado en Corrientes y 25 de Mayo donde se reunían.
El grupo estaba integrado por militares que ocuparían altos cargos en su gobierno, entre ellos el general Diego I. Mason (Agricultura) y los contraalmirantes Benito Sueyro (Marina) y Sabá H. Sueyro (vicepresidente), hermanos entre sí. También formaba parte del grupo, como operador civil, el dirigente Ernesto Sammartino (UCR), quien fue convocado por Rawson 
para organizar el gabinete; pero cuando llegó a la Casa Rosada, en el desorden de la revolución, nadie le avisó a Rawson de su presencia en la sala de espera, por lo que luego de esperar un tiempo prudencial se retiró a su casa.
Rawson eligió su gabinete incluyendo entre ellos al general Domingo Martínez, José María Rosa (hijo) y Horacio Calderón, que fueron rechazados en forma terminante por los mandos militares, que funcionarían permanentemente en estado deliberativo a lo largo de la revolución, cuando se los comunicó. Como Rawson insistió en mantener a los cuestionados sin obtener resultado, el día 6 de junio presentó su renuncia a un cargo que no había asumido formalmente y por el cual no había prestado juramento. Asumió entonces la presidencia el general Pedro Pablo Ramírez, precisamente quien había desencadenado el golpe al ser removido por Castillo luego de su reunión con los radicales para ofrecerle la candidatura por la Unión Democrática.
Dos años después, en 1945, el general Rawson intentaría organizar desde Córdoba un golpe de Estado contra Farrell y Perón, que resultaría fallido pero que abrió camino al planteo del general Ávalos y los oficiales de Campo de Mayo que llevaron a la renuncia y detención de Perón, en la semana previa a las movilizaciones populares del 17 de octubre.

## Dictadura de Pedro Pablo Ramírez

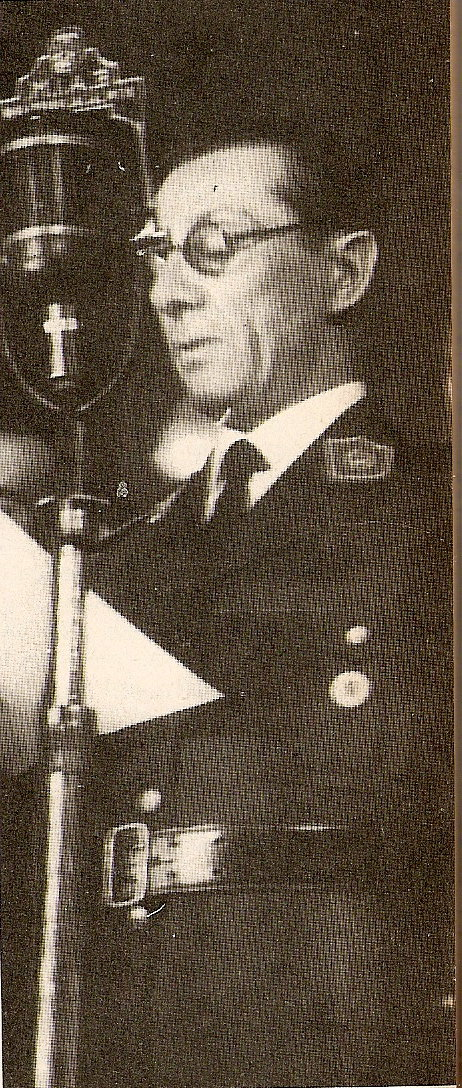
El general Pedro Pablo Ramírez al tomar juramento a su primer gabinete, 7 de junio de 1943. Fue presidente durante los primeros ocho meses de la Revolución del 43.

El 7 de junio el general Pedro Pablo Ramírez juró como presidente y Sabá Sueyro como vicepresidente. Ramírez sería presidente durante los primeros ocho meses de la Revolución del 43. Había sido ministro de Guerra de Castillo y, había sido propuesto por un sector del radicalismo para encabezar la fórmula presidencial de una alianza opositora en formación, con el nombre de Unión Democrática. Su primer gabinete estuvo formado íntegramente por militares con la única excepción del Ministro de Hacienda:
- Ministerio de Hacienda: Jorge Santamarina
- Ministerio del Interior: coronel Alberto Gilbert
- Ministerio de Relaciones Exteriores: contralmirante Segundo Storni;
- Ministerio de Justicia e Instrucción Pública: coronel Elbio Carlos Anaya
- Ministerio de Marina: contralmirante Benito Sueyro
- Ministerio de Ejército: general Edelmiro J. Farrell
- Ministerio de Agricultura: general de brigada Diego I. Mason
- Ministerio de Obras Públicas: vicealmirante Ismael Galíndez

En el gabinete no había ningún miembro del GOU pero dos de ellos fueron designados en puestos estratégicos: los coroneles Enrique P. González en la secretaría privada de la presidencia y Emilio Ramírez, hijo del presidente, como jefe de Policía de la Ciudad de Buenos Aires. Estos dos, el coronel Gilbert y el contralmirante Sueyro, se constituirían en el grupo íntimo del presidente Ramírez. El coronel Juan Perón quedó a cargo de la secretaría del Ministerio de Ejército bajo el mando del ministro, el general Farrell, un cargo importante pero de menor relevancia.Desde el Ministerio, Pistarini ordenó grandes obras para paliar los efectos del terremoto de San Juan de 1944; sus planes incluyeron también miles de kilómetros de rutas, además de las obras requeridas para adaptar la circulación miles de escuelas, cuarteles militares, barrios residenciales para la oficialidad basados en el modelo de la arquitectura colonial de California, y una gran cadena de hoteles de turismo

### Primeras medidas
Las primeras medidas adoptadas por los gobiernos de Ramírez y Rawson limitaron las libertades individuales y reprimieron a sectores políticos y sociales. Desde el mismo 4 de junio de 1943 las nuevas autoridades efectuaron detenciones de dirigentes y militantes comunistas que en su mayoría fueron alojados en cárceles de la Patagonia, como la ubicada en la ciudad de Neuquén, en tanto otros pudieron escapar a la clandestinidad o al exilio en Uruguay.entre ellos al presidente de la Federación Obrera de la Industria de la Carne, José Peter. En julio el gobierno declaró disuelta la CGT n.º 2, donde estaban los sindicatos que apoyaban a los partidos socialista y comunista a partir de la escisión de la Confederación General del Trabajo ocurrida en octubre de 1942.
El 15 de junio el gobierno disolvió la asociación proaliada Acción Argentina. En agosto se aprueba un régimen de asociaciones profesionales que acentúa el control del Estado sobre los sindicatos. El 23 de agosto se nombró un interventor militar en la Unión Ferroviaria, el sindicato de los trabajadores de las empresas de ferrocarril, desplazando a sus autoridades.
Se resolvió disolver el Congreso Nacional e intervenir la Universidad Nacional del Litoral. Estas medidas abrirían la confrontación con amplios sectores políticos y sociales, en especial con el movimiento estudiantil.

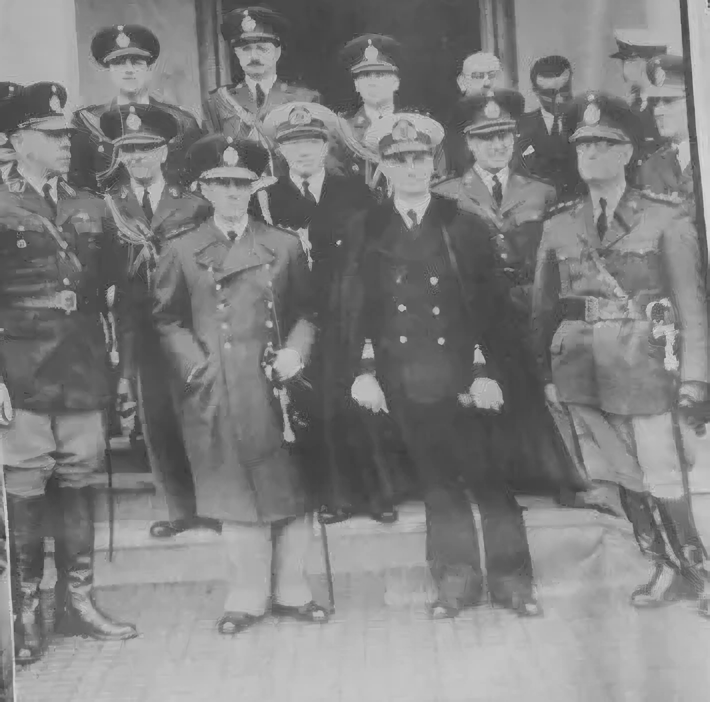
De izquierda a derecha: Edelmiro Farrell, Pedro Pablo Ramirez, Benito Sueyro, Eduardo Ávalos y en el rincón derecho de la foto Juan Domingo Perón.

Simultáneamente con estas medidas el gobierno de Rawson dispuso el congelamiento de alquileres y arrendamientos rurales, que tuvo un efecto positivo entre los trabajadores y los chacareros (pequeños y medianos productores rurales), y la creación de una Comisión Investigadora (Matías Rodríguez Conde, Juan Sabato y Juan P. Oliver) del escándalo de la CHADE, que tenía como misión profundizar la lucha contra la corrupción y que produjo el conocido Informe Rodríguez Conde, que fue terminado el 27 de mayo de 1944 proponiendo dos decretos para retirar a la CHADE su personería jurídica, anulando las prórrogas y reduciendo las tarifas. Sin embargo el informe no fue publicado sino hasta 1956 y los proyectos no fueron siquiera tratados por decisión del entonces vicepresidente de facto Juan D. Perón. CHADE fue una de las pocas empresas no estatizadas durante el gobierno de Perón (1946-1955), puesto que ella había ayudado financieramente en la campaña de Perón para las elecciones.

### La renuncia del Almirante Storni

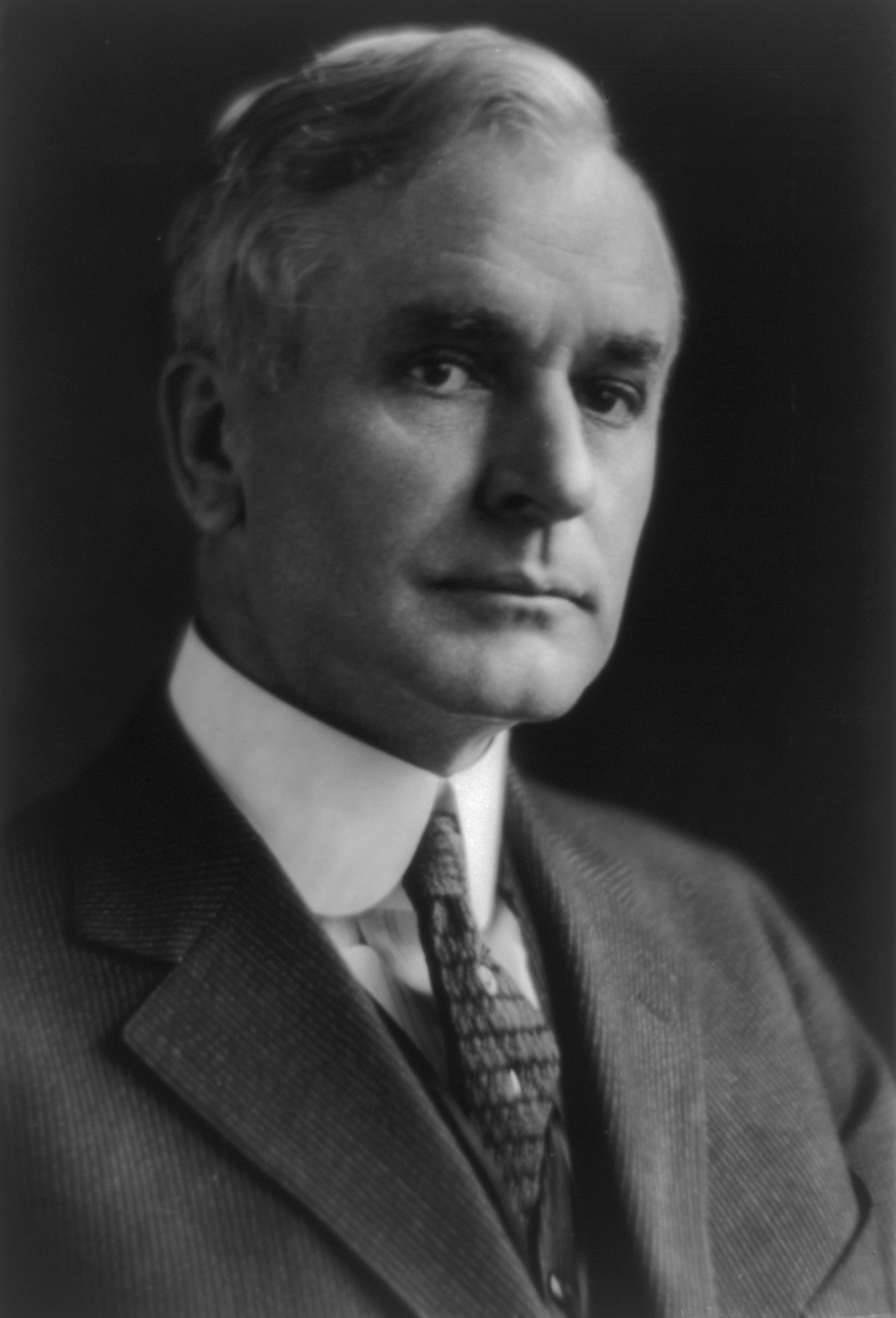
El Secretario de Estado de Estados Unidos, Cordell Hull, causó la renuncia del «aliadófilo» canciller argentino, el almirante Segundo Storni, y su reemplazo por el «neutralista» coronel Alberto Gilbert.

En esos primeros meses también se produjo el incidente que llevaría a la renuncia del ministro de Relaciones Exteriores Segundo Storni. Storni era uno de los pocos militares argentinos por entonces que tenía simpatías por los Estados Unidos donde había vivido varios años. Si bien era un nacionalista, también era «aliadófilo» y partidario de que la Argentina ingresara a la guerra. En ese camino, el 5 de agosto de 1943 le envió una carta personal al secretario de Estado norteamericano, Cordell Hull, anticipándole que era intención de Argentina romper relaciones con las potencias del Eje, pero también le solicitaba paciencia para ir creando un clima de ruptura en el país, a la vez que algún gesto de los Estados Unidos en materia de suministro de armamentos, que fuera aislando a los «neutralistas». Con el fin de presionar al gobierno argentino, Cordell Hull hizo pública la carta de Storni, cuestionando además en duros términos el tradicional «neutralismo» argentino.
El hecho produjo un resultado contrario al esperado, causando un recrudecimiento del ya fuerte sentimiento antinorteamericano —sobre todo en las Fuerzas Armadas— llevando a la renuncia de Storni y a su reemplazo por un «neutralista», el coronel Alberto Gilbert, que hasta entonces se desempeñaba como Ministro del Interior. Para ocupar este último cargo, a su vez, Ramírez designó un miembro del GOU, el coronel Luis César Perlinger, un nacionalista católico-hispanista que al año siguiente encabezaría la reacción de derecha contra el dúo Farrell-Perón.
La renuncia de Storni arrastró las de Santamarina (Hacienda), Galíndez (Obras Públicas) y Anaya (Justicia), y abrió las puertas del gobierno al sector ultraderechista del nacionalismo católico-hispanista, que ocupó también el nuevo Ministerio de Educación a través del conocido escritor Gustavo Martínez Zuviría (Hugo Wast). Hasta entonces, pese a las presiones de los nacionalistas, Ramírez había sostenido en sus cargos a los dirigentes "liberales"; pero la caída de Storni y el ascenso de Perlinger llevó a los nacionalistas a la hegemonía en el gobierno.

### La política educativa y la oposición estudiantil
La Revolución del 43 le entregó la gestión educativa al nacionalismo católico-hispanista de derecha. El proceso comenzó el 28 de julio de 1943 cuando el gobierno intervino la Universidad Nacional del Litoral nombrando interventor a Jordán Bruno Genta. La Federación Universitaria del Litoral (FUL) protestó enérgicamente por la designación de Genta, a lo que el gobierno militar respondió deteniendo a su secretario general y expulsando a los estudiantes y profesores que manifestaron su oposición.
La universidad argentina se regía por los principios de la Reforma Universitaria de 1918 que estableció la autonomía universitaria, la participación de los estudiantes en el gobierno universitario y la libertad de cátedra. Genta, conocido por sus ideas ultraderechistas y antirreformistas, a poco de asumir sostuvo que el país necesitaba crear «una aristocracia de la inteligencia, nutrida de la estirpe romana e hispánica». Estas declaraciones produjeron el primer enfrentamiento entre las fuerzas que adherían a la Revolución del 43, cuando el grupo nacionalista radical FORJA, que apoyaba a la Revolución del 43, criticó duramente el discurso de Genta considerando que era «la alabanza máxima al bandidaje universitario que ha traficado con todos los bienes de la Nación». Debido a estas declaraciones el gobierno militar encarceló a Arturo Jauretche.
Si bien Genta fue obligado a renunciar, la confrontación del gobierno con el movimiento estudiantil se generalizó y polarizó al extremo, en tanto que el sector nacionalista católico-hispanista siguió avanzando y ocupando posiciones de importancia en el gobierno militar. Para el mes de octubre, Ramírez había intervenido todas las universidades y profundizado la participación del nacionalismo católico de derecha, con la incorporación ya mencionada de los ministros Perlinger y Martínez Zuviría, a la vez que declaraba fuera de la ley a la Federación Universitaria Argentina (FUA).
La ideología de este grupo (ultracatólica, hispanista, elitista, antidemocrática y antifeminista) fue definida en aquel momento a través de varias frases provocadoras:

Sarmiento trajo tres plagas al país: los italianos, los gorriones y las maestras normales.

La escuela laica es una invención diabólica.

Debemos cultivar y mantener nuestra personalidad diferenciada, dentro del tronco institutor, que es criollo, por lo tanto hispánico, católico, apostólico y romano.

La dignificación de la mujer consiste en no sustraerla de su menester específico.

Es de este período que datan la mayor parte de los incidentes entre el gobierno militar y los estudiantes universitarios que suelen citarse, atribuyéndolos a la época pero sin precisión.
Entre los funcionarios del nacionalismo católico-hispanista de derecha que ocuparon funciones de gobierno durante la Revolución del 43 se encuentran: Gustavo Martínez Zuviría (ministro de Educación), Alberto Baldrich (ministro de Educación), José Ignacio Olmedo (Consejo Nacional de Educación), Jordán Bruno Genta y luego Salvador Dana Montaño (interventor de la UNL), Tomás D. Casares (interventor de la UBA), Santiago de Estrada (interventor de la UNT), Lisardo Novillo Saravia (interventor de la UNC), Alfredo L. Labougle (rector de la UNLP), Juan R. Sepich (director del Colegio Nacional Buenos Aires rebautizado con su nombre colonial, Colegio Universitario San Carlos).
El 14 de octubre de 1943 un grupo de 150 personalidades políticas y culturales encabezadas por el científico Bernardo Houssay firmaron una Declaración sobre democracia efectiva y solidaridad latinoamericana, pidiendo la convocatoria a elecciones y el ingreso del país a la guerra contra el Eje. Ramírez respondió cesanteando a aquellos firmantes que eran empleados del Estado.
El 7 de junio de 1943 se creó el Consejo Superior de las Transmisiones Radiotelefónicas, cuya primera resolución fue presentar una larga lista de palabras y locuciones mal empleadas en el lenguaje corriente que debían «proscribirse de la radiofonía». También se debía suprimir cualquier referencia a la embriaguez o expresiones que en forma arbitraria eran consideradas inmorales o negativas para el idioma o para el país. Como consecuencia muchos tangos cuyas letras o títulos no se ajustaban a estas normas debieron cambiarlos al grabarlos o emitirlos en vivo. Las restricciones continuaron al asumir el gobierno constitucional del general Juan Domingo Perón, quien en 1949 las dejó sin efecto a pedido de directivos de Sadaic.

### Noviembre de 1943: surgimiento de Perón y protagonismo sindical

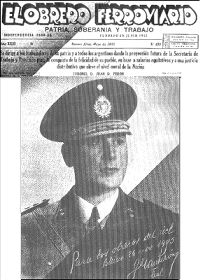
Periódico del sindicato ferroviario apoyando a Perón. El coronel Perón estableció una alianza con un amplio grupo de sindicatos de diversas tendencias que se organizó como corriente laborista-nacionalista influyendo notablemente en el curso de la Revolución del 43.

Los historiadores tienen diversas opiniones sobre el grado de influencia que Juan Perón tenía en la política argentina antes del 27 de octubre de 1943, al asumir la dirección de una repartición insignificante: el Departamento de Trabajo. Lo cierto es que esta fue la primera repartición estatal dirigida por Perón y que es recién a partir de entonces que su figura comienza a tomar relevancia pública, de la mano del ingreso de los sindicatos al primer plano de la vida política nacional.
El gobierno de Ramírez había asumido frente a los sindicatos una actitud similar a los gobiernos antecesores: escasa importancia política e institucional, incumplimiento generalizado de las leyes laborales, simpatía pro-patronal y represiones puntuales.
En 1943 el movimiento obrero argentino, el más desarrollado de América Latina por entonces, estaba dividido en cuatro centrales: CGT N.º 1 (mayoritariamente socialistas y sindicalistas revolucionarios) donde estaban los poderosos sindicatos ferroviarios, CGT N.º 2 (socialistas y comunistas), la pequeña USA (sindicalistas revolucionarios) y la ya casi inexistente FORA (anarquistas). Una de las primeras medidas de Ramírez fue disolver la CGT N.º 2, dirigida por el socialista Francisco Pérez Leirós, y que incluía importantes sindicatos como el de empleados de comercio encabezado por el socialista Ángel Borlenghi y los sindicatos comunistas (construcción, carne, etc.), acusándola de extremista. Paradójicamente la medida tuvo como efecto inmediato la afiliación de muchos de los sindicatos de la CGT N.º 2, a la ahora única CGT, dirigida por el también socialista José Domenech, fortaleciéndola.
Poco después el gobierno sancionó una legislación sobre sindicatos, que si bien cumplía algunas expectativas sindicales, al mismo tiempo permitía la intervención de los mismos por parte del Estado. En seguida el gobierno de Ramírez hizo uso de esa ley para intervenir los poderosos sindicatos ferroviarios y corazón de la CGT, la Unión Ferroviaria y La Fraternidad. En octubre una serie de huelgas fueron respondidas con el arresto de decenas de dirigentes obreros. Pronto resultó evidente que el gobierno militar estaba integrado por influyentes sectores anti-sindicales.
Desde el momento mismo que se produjo el golpe de Estado, el movimiento sindical había comenzado a discutir una estrategia de relacionamiento con el gobierno militar. Diversos historiadores entre los que se destacan Samuel Baily, Julio Godio e Hiroshi Matsushita, han demostrado que el movimiento obrero argentino había venido evolucionando desde fines de la década de 1920 hacia un nacionalismo laborista, que implicaba un mayor compromiso de los sindicatos con el Estado.
El primer paso lo dieron los dirigentes de la CGT N.º 2, encabezados por Francisco Pérez Leirós, quienes se entrevistaron con el ministro del Interior, general Alberto Gilbert. Los sindicalistas le pidieron al gobierno convocar a elecciones y le ofrecieron el apoyo de una marcha sindical a la Casa Rosada, pero el gobierno rechazó el ofrecimiento y disolvió la CGT N.º 2.

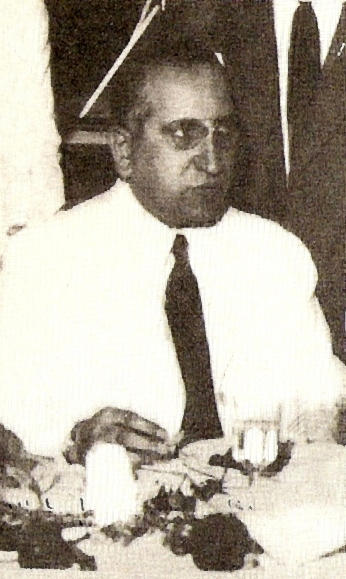
El dirigente sindical socialista Ángel Borlenghi, secretario general de la Confederación de Empleados de Comercio, encabezó el grupo sindical que tomó contacto con Perón y dio origen a la nueva corriente sindical laborista-nacionalista. Durante la presidencia de este último Borlenghi sería Ministro del Interior y el segundo hombre del gobierno. Fue el primer sindicalista en Argentina en ocupar un cargo en el gobierno.

Pocos después otro grupo sindical encabezado ahora por Ángel Borlenghi (socialista y secretario general de la poderosa Confederación General de Empleados de Comercio en la CGT N.º 2), Francisco Pablo Capozzi (La Fraternidad) y Juan A. Bramuglia (Unión Ferroviaria), optó aunque con reservas y desconfianza, por establecer relaciones con un sector del gobierno militar más inclinado a aceptar los reclamos sindicales, para ir conformando una alianza capaz de influir sobre el curso de los acontecimientos. La persona elegida para el contacto inicial fue el coronel Domingo Mercante, hijo de un importante dirigente sindical ferroviario y miembro del GOU. Mercante, a su vez, convocó a su socio político e íntimo amigo, el coronel Juan Perón.
Los sindicalistas propusieron a los militares crear una Secretaría de Trabajo, fortalecer la CGT y sancionar una serie de leyes laborales que aceptaran los reclamos históricos del movimiento obrero argentino. En esa reunión Perón intentó sintetizar el reclamo sindical definiéndolo como una política para dignificar el trabajo.
A partir de entonces los coroneles Perón y Mercante comenzaron a reunirse sistemáticamente con los sindicatos. El 30 de septiembre de 1943 mantuvieron una reunión pública con 70 dirigentes sindicales con motivo de una huelga general revolucionaria declarada por la CGT para octubre, apoyada por toda la oposición. En dicha reunión los sindicalistas comunistas exigieron como condición previa a cualquier diálogo con el gobierno, la libertad de José Peter, secretario general del Sindicato de la Carne, que había sido recientemente encarcelado con motivo de una huelga declarada en los frigoríficos. Perón intervino personalmente en el conflicto, presionó a las empresas para que realizaran un convenio colectivo con el sindicato (el primero en el sector) y obtuvo la liberación del dirigente comunista.
Por otra parte, Alain Rouquié señala que en las tratativas llevadas a cabo por los coroneles Perón y Mercante, dieron como resultado la celebración de un convenio con el flamante Sindicato Autónomo de la Carne de Berisso y Ensenada, en abierta oposición a la comunista "Federación Obrera de la Industria de la Carne" (FOIC), más representativa y de alcance nacional.
El efecto sobre el movimiento obrero fue notable y el grupo de sindicalistas partidarios de una alianza con ese sector del gobierno militar creció, incorporando a otros socialistas como José Domenech (ferroviario), David Diskin (empleados de comercio), Alcides Montiel (cervecero) y Lucio Bonilla (textil); sindicalistas revolucionarios provenientes de la USA, como Luis Gay (telefónico) y Modesto Orozo (telefónico); e incluso a algunos comunistas como René Stordeur (gráficos) y Aurelio Hernández (sanidad) y hasta trotskistas como Ángel Perelman (metalúrgico). Uno de los primeros efectos de la nueva relación establecida entre sindicalistas y militares, fue la no participación de la mayoría de los sindicatos en la huelga general revolucionaria convocada, que pasó inadvertida.
Poco después, el 27 de octubre de 1943 la precaria alianza entre sindicalistas y militares logró que Ramírez designara a Perón como Director del Departamento de Trabajo, un cargo aparentemente sin valor alguno. Una de sus primeras medidas fue remover a los interventores de los sindicatos ferroviarios y nombrar en su lugar al coronel Mercante. Simultáneamente el Comité Central Confederal de la CGT integrado por socialistas, decidió crear una Comisión pro Unidad Sindical con el fin de restablecer una central única, objetivo tradicional del movimiento obrero argentino.
Un mes después, el 27 de noviembre de 1943, Perón con el apoyo del general Farrell, logró que el presidente Ramírez aprobara la creación de la Secretaría de Trabajo y Previsión, con un estatus similar a un ministerio y dependencia directa del presidente de la Nación.
Como Secretario de Trabajo Perón realizó una obra notable, haciendo aprobar las leyes laborales que habían sido reclamadas históricamente por el movimiento obrero argentino (generalización de la indemnización por despido que existía desde 1934 para empleados de comercio, jubilaciones para empleados de comercio, Estatuto del Peón de Campo, hospital policlínico para los trabajadores ferroviarios, escuelas técnicas para obreros, prohibición de las agencias de colocaciones, creación de la justicia laboral, aguinaldo), dando más eficacia a la policía de trabajo ya existente para garantizar su aplicación e impulsando por primera vez la negociación colectiva, que se generalizó como regulación básica de la relación entre el capital y el trabajo. También dejó sin efecto el decreto-ley de asociaciones sindicales sancionado por Ramírez en las primeras semanas de la revolución, que era criticado por todo el movimiento obrero.
De la mano con esta actividad Perón, Mercante y el grupo inicial de sindicalistas que concretaron la alianza (los socialistas Borlenghi y Bramuglia, principalmente), comenzaron a organizar una nueva corriente sindical que iría asumiendo una identidad laborista-nacionalista. El grupo asumió una posición anticomunista ya presente en la CGT №1 y, apoyándose en el poder de la Secretaría de Trabajo, organizó nuevos sindicatos en las ramas en que no había (químicos, electricidad, tabaco) y abrió sindicatos paralelos orientados principalmente a debilitar a los sindicatos comunistas (carne, construcción, textiles, metalúrgicos).

### Abandono de la neutralidad y crisis del gobierno de Ramírez
Para comienzos de 1944, la alianza de Perón con los sindicatos llevó a la primera gran división interna entre los militares. Básicamente aparecieron dos grupos:
- el primero, liderado por el presidente Ramírez, el general Juan Sanguinetti (interventor de la crucial Provincia de Buenos Aires) y los coroneles Luis César Perlinger, Enrique P. González y Emilio Ramírez (el hijo del presidente), se apoyaba en el nacionalismo católico-hispanista de derecha y cuestionaba la política laboral pro-obrera de Perón. Este grupo logró atraer a otros sectores, de procedencias dispares, que se manifestaban preocupados por el avance sindical en el gobierno y pretendía básicamente destituir a Farrell y reemplazarlo por el general Anaya.[74]
- el segundo, liderado por el general Farrell y el coronel Perón. Este grupo no apoyaba a Ramírez ni su plan de perpetuación en el gobierno, y había iniciado una estrategia de dotar de bases populares a la Revolución del 43, profundizando por un lado la exitosa alianza con los sindicatos en dirección a formar un nacionalismo laborista y por el otro, buscando apoyos en los partidos políticos, principalmente los radicales intransigentes y específicamente Amadeo Sabattini en dirección a consolidar el nacionalismo económico presente en el yrigoyenismo.[74]

Ferrero sostiene que el dúo Farrell-Perón intentaba conformar un «nacionalismo popular» orientado a una salida democrática del régimen, que confrontaba con el «nacionalismo elitista» no democrático que sostenía a Ramírez.
Superpuesta con esta división interna del poder militar, el gobierno enfrentaba una situación internacional que le era francamente desfavorable y en la que había quedado completamente aislado. A comienzos de 1944 resultaba evidente que Alemania perdería la guerra y la presión de los Estados Unidos para que la Argentina abandonara la neutralidad era ya irresistible.
El proceso se desencadenó el 3 de enero de 1944, cuando Ramírez reconoció al nuevo gobierno boliviano, derivado de un golpe de Estado liderado por Gualberto Villarroel. Bolivia se declaró partidario de la neutralidad y propuso crear un Bloque Austral neutralista, junto a Argentina y Chile, los únicos que se mantenían neutrales en América. A ello se agregó el escándalo por la detención por los británicos del marino Osmar Helmuth, un agente secreto alemán que había sido enviado por Ramírez, Gilbert y Sueyro a comprar armas a Alemania.
Estados Unidos reaccionó enérgicamente, denunciando que Argentina había promovido el golpe de Estado boliviano, y enviando como amenaza un portaaviones al Río de la Plata, que ancló en Montevideo. La reacción norteamericana produjo un vuelco inmediato de los líderes militares argentinos y el 26 de enero de 1944 la Argentina rompió relaciones con Alemania y Japón.
La ruptura de relaciones produjo una crisis en el gobierno, debido al descontento generalizado en las Fuerzas Armadas, fundamentalmente en el grupo nacionalista católico-hispanista de derecha, principal apoyo del Presidente Ramírez. Gustavo Martínez Zuviría renunció entonces al Ministerio de Educación y lo mismo hizo Tomás D. Casares a la intervención de la UBA. Poco después, el 15 de febrero, renunciaron también los principales sostenedores de Ramírez, los coroneles González y su hijo Emilio y al día siguiente el Coronel Gilbert. Las horas del presidente estaban contadas.

### Caída de Ramírez
El 22 de febrero el GOU ya había decidido derrocar a Ramírez por la ruptura de relaciones con el Eje; como habían jurado sostener al presidente, resolvieron la cuestión autodisolviendo el GOU, con lo que quedaban formalmente librados del juramento. El día siguiente, los mismos oficiales se reunieron nuevamente para exigir la renuncia de Ramírez. A partir de ese momento, durante dos semanas la situación quedaría indefinida, hasta la renuncia del presidente el día 9 de marzo.
Intentando anticiparse a los hechos, a primera hora del 24 de febrero Ramírez le pidió la renuncia al General Farrell, Vicepresidente y Ministro de Guerra. Este respondió convocando a los jefes de las guarniciones principales a su despacho y ordenando rodear la residencia presidencial. Esa misma noche los jefes de las guarniciones cercanas a Buenos Aires se presentaron ante Ramírez y le exigieron la renuncia. Ramírez presentó entonces el siguiente texto de renuncia, redactado por el coronel Enrique P. González:

Al pueblo de la República: Como he dejado de merecer la confianza de los jefes y oficiales de las guarniciones de la Capital Federal, Campo de Mayo, Palomar y La Plata, según me lo acaban de manifestar personalmente dichos jefes, y como no deseo comprometer la suerte del país, cedo ante la imposición de la fuerza y presento la renuncia al cargo.
Pedro P. Ramírez, general de división.
Buenos Aires, 24 de febrero de 1944

El texto de la renuncia incluía una trampa, ya que la utilización de las palabras «cedo ante la imposición de la fuerza» indicaba una revolución, y no una sucesión dentro del propio régimen. Para esos casos, la reciente panamericanista Doctrina Guani impulsada por los Estados Unidos, imponía que 

...cualquier gobierno establecido por la fuerza durante la guerra no debía ser reconocido hasta tanto los otros países americanos hubieran consultado a fin de decidir si parecía dispuesto a cumplir con los compromisos interamericanos.

De ese modo el nuevo gobierno podía quedar sin reconocimiento y aislado internacionalmente, lo que finalmente sucedió.
Los jefes militares rechazaron los términos de la renuncia de Ramírez quien finalmente aceptó invocar la «fatiga» como razón para «delegar» el cargo de Presidente en el vicepresidente Farrell, quien al día siguiente, 25 de febrero asumió «interinamente».
Sin embargo, formalmente Ramírez seguía siendo presidente y continuó operando junto con su círculo más cercano. El 29 de febrero por la tarde veintiún generales comenzaron a reunirse para analizar una salida electoral (entre ellos estaban Arturo Rawson, Manuel Savio, Elbio Anaya, etc.). Ese mismo día el teniente coronel Tomás A. Ducó, creyendo que la reunión de los generales iniciaba un golpe de Estado de apoyo a Ramírez, sublevó el estratégico Regimiento 3 de Infantería y lo dirigió a Lomas de Zamora, donde tomó los edificios y posiciones claves, atrincherándose. Al día siguiente se rindió.
Las reuniones de los generales continuaron incorporando también a almirantes y a radicales y socialistas. El 4 de marzo Ramírez le encomendó al dirigente político radical Ernesto Sammartino organizar un levantamiento civil, que no prosperó.
Finalmente el 9 de marzo el general Ramírez presentó su renuncia en un extenso documento, difundido públicamente, en el que relata todos los pasos que llevaron a su deposición. Utilizando el texto de renuncia del presidente Ramírez, Estados Unidos no reconocería al nuevo gobierno y retiraría a su embajador en Buenos Aires, presionando al resto de las países latinoamericanos y a Gran Bretaña para que hicieran lo mismo.
De ese modo el 25 de febrero de 1944 asumió la presidencia el vicepresidente, general Edelmiro Farrell, primero interinamente y definitivamente a partir del 9 de marzo.

## Dictadura de Edelmiro Farrell
El general Edelmiro Julián Farrell había sido designado vicepresidente el 15 de octubre de 1943, luego del fallecimiento de Sabá Sueyro y de un intento de Ramírez de desplazarlo del gobierno mediante una operación militar encabezada por el general Santos V. Rossi. Su gobierno se caracterizaría por la doble tensión de representar a un ejército mayoritariamente neutralista y la imposibilidad de resistir la presión creciente de Estados Unidos para que Argentina se alineara incondicionalmente, a medida que la derrota de Alemania y Japón se volvía irreversible.
Desde un principio Farrell se vio enfrentado con el general Luis César Perlinger, Ministro del Interior y referente del nacionalismo católico-hispanista de derecha. El principal apoyo de Farrell sería Perón y su exitosa política laboral, a quién logró designar también como ministro de Guerra, a pesar de la oposición de la mayoría de los exmiembros del GOU que, alarmados por las relaciones de Perón con los sindicatos, llegaron a designar al general Juan Sanguinetti para ese cargo, operación que fue revertida debido a la insistencia terminante de Farrell.
El 31 de mayo por recomendación del Ministerio de Guerra creó por decreto n.º 13941 un nuevo territorio nacional en el área petrolera de Comodoro Rivadavia. Esta ciudad se volvería capital de la gobernación Militar de Comodoro Rivadavia. La misma perduraría hasta 1955.
A fines de mayo el general Perlinger intentó iniciar el camino para desplazar al dúo Farrell-Perón proponiéndose entre los exmiembros del GOU para ocupar el cargo vacante de vicepresidente. Sin embargo, contra lo esperado, perdió la votación interna entre los oficiales. El 6 de junio de 1944 Perón aprovechó el paso en falso de Perlinger para pedir su renuncia, siendo apoyado de inmediato por Farrell. Sin otra alternativa, Perlinger renunció y el propio Perón fue designado vicepresidente, sin dejar sus otros cargos. El dúo Farrell-Perón alcanzaba así su máximo poder, que sería utilizado en los meses siguientes para ir expulsando del gobierno a los demás hombres del nacionalismo de derecha: Bonifacio del Carril, Francisco Ramos Mejía, Julio Lagos, Miguel Iñiguez, Juan Carlos Poggi, Celestino Genta, entre otros.

### Presión de Estados Unidos

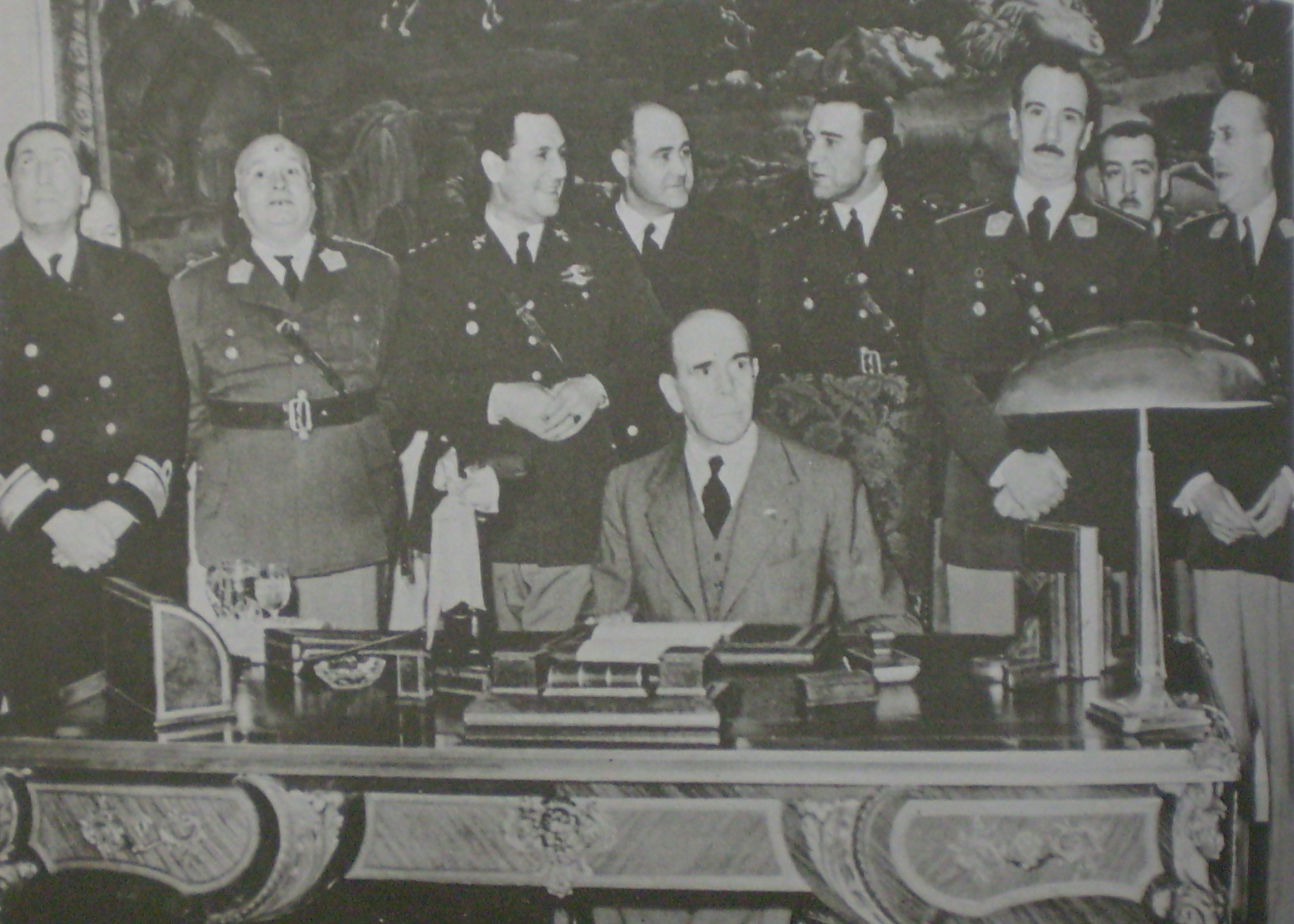
Farrell y su gabinete. En la primera fila: Alberto Tessaire, Diego Mason, Juan Perón, Peluffo y Juan Pistarini

Simultáneamente Estados Unidos incrementó la presión sobre Argentina, presentándola como una amenaza contra la democracia, con el doble fin de que declarara la guerra al Eje y abandonara la órbita británica-europea, objetivos que se encontraban profundamente relacionados.
El 22 de junio retiró a su embajador, hecho que fue seguido por todos los demás gobiernos latinoamericanos. Sólo Gran Bretaña mantuvo a su embajador, David Kelly, en Buenos Aires. Gran Bretaña rechazaba la caracterización estadounidense del régimen argentino y aceptaba el «neutralismo» como un mecanismo para garantizar el aprovisionamiento de su población y ejércitos. Pero por encima de todo Gran Bretaña era consciente de que el objetivo real de los Estados Unidos era desplazarla como poder económico dominante, imponiendo en Argentina un gobierno pro-norteamericano y no estaba dispuesta a facilitarlo (Estados Unidos precisaría casi dos décadas más para establecer su hegemonía en Argentina). Fue necesario que el presidente Franklin Delano Roosevelt hablara personalmente con Winston Churchill para que Gran Bretaña retirara a su embajador. El Secretario de Estado norteamericano, Cordell Hull, recuerda el hecho en sus Memorias y relata que Churchill terminó aceptando la exigencia «muy a su pesar y casi con fastidio».
Los británicos sostenían que Estados Unidos distorsionaba intencionalmente los hechos al presentar a la Argentina como un «un peligro» para la democracia. John Victor Perowne, jefe del Departamento Sudamericano del Foreign Office alertaba:

Si la Argentina puede efectivamente ser sometida, el control del Departamento de Estado sobre el hemisferio occidental será total. Esto contribuirá simultáneamente a mitigar los posibles peligros de la influencia rusa y europea sobre América Latina, y apartará a la Argentina de lo que se supone es nuestra órbita.

En agosto Estados Unidos congeló las reservas argentinas en sus bancos y en septiembre canceló todos los permisos de exportación a Argentina de acero, madera y productos químicos, prohibiendo a cualquier barco de esa nacionalidad entrar en puertos argentinos. Finalmente Estados Unidos sostuvo una política de apoyo pleno y militarización de Brasil, paradójicamente gobernado entonces por la dictadura del filofascista Getúlio Vargas.
Las medidas tomadas por Estados Unidos aislaron a  Argentina, pero simultáneamente también llevaron a una profundización de la política industrialista y laboral.

### Política laboral y social

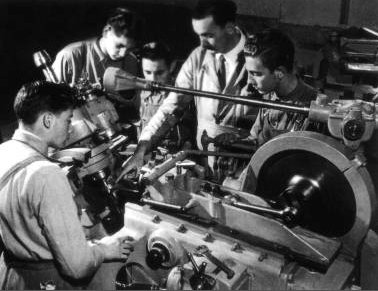
Las escuelas técnicas creadas por Juan Perón fueron parte tanto de un reclamo sindical como de una política de industrialización. Entre 1941 y 1946, la clase obrera industrial había crecido un 38%, pasando de 677.517 a 938.387 trabajadores.

Durante 1944 Farrell impulsó decididamente las reformas laborales que proponía la Secretaría de Trabajo. Ese año el gobierno convocó a sindicatos y empleadores a negociar convenios colectivos, un proceso que no tenía precedentes en el país. Entre 1944 y 1945 se firmaron más de 700 convenios colectivos.
El 18 de noviembre de 1944 se anunció la promulgación del Estatuto del Peón de Campo (Decreto-Ley n.º 28.194) sancionado el mes anterior, modernizando la situación semifeudal en que aún se encontraban los trabajadores rurales, alarmando a los grandes estancieros (latifundistas) que controlaban las exportaciones argentinas.
El 30 de noviembre se establecieron los tribunales de trabajo, muy resistidos también por el sector patronal y los grupos conservadores.
Dentro de la política sanitaria el presidente Farrel dictó el Decreto 10.638/1944 estableciendo la regulación del trabajo sexual, admitiendo la instalación de locales para el ejercicio de la prostitución previa autorización de la Dirección de Salud y Asistencia Social, la aprobación del Ministerio del Interior y el control sanitario.</ref> La norma no afectó la persecución criminal del proxenetismo, sancionado por Ley n.º 9143.
El 4 de diciembre se aprobó el régimen de jubilaciones para empleados de comercio que fue seguido por la manifestación sindical de apoyo a Perón, la primera en su apoyo y en la que habló en un acto público, organizada por el socialista Ángel Borlenghi, secretario general del sindicato, reuniendo una enorme multitud estimada en 200.000 personas.
Paralelamente aumentaba la sindicalización de los trabajadores: mientras que en 1941 había 356 sindicatos con 441.412 miembros, en 1945 esa cantidad había aumentado a 969 sindicatos con 528.523 miembros.

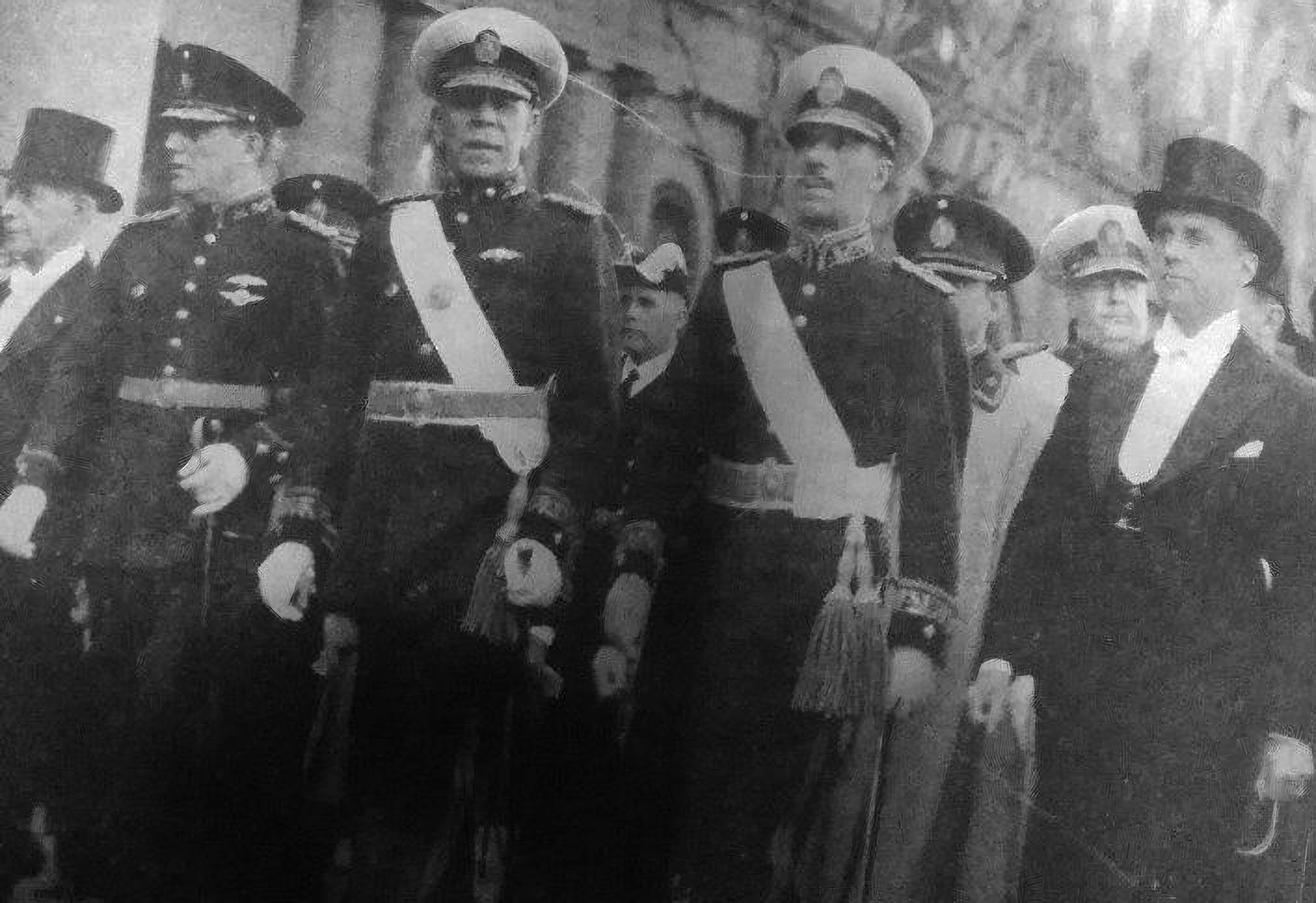
De izquierda a derecha: Juan Domingo Perón, el presidente Edelmiro Farrell y el general Orlando Lorenzo Peluffo.

El dúo Farrel-Perón, con el apoyo de un sector considerable del sindicalismo estaba reconformando masivamente la cultura que sostenía las relaciones laborales, caracterizada hasta ese momento por el predominio del paternalismo característico de la estancia. Un exponente del sector patronal opuesto a las reformas laborales "peronistas" sostenía por entonces que lo más grave de las mismas era que los trabajadores habían «comenzado a mirar a los ojos» a sus empleadores. En ese contexto de transformación cultural referido al lugar de los trabajadores en la sociedad, la clase obrera se ampliaba constantemente debido a la industrialización acelerada del país. Esta gran transformación socioeconómica fue la base del nacionalismo laborista que tomó forma entre la segunda mitad de 1944 y la primera mitad de 1945 y que adoptaría el nombre de peronismo.

### Represión política
El gobierno militar clausuró la editorial Problemas perteneciente a Carlos Dujovne que, en época, fue la mayor empresa de toda Latinoamérica en orden a la difusión de materiales marxistas y quemó las existencias de libros. Dujovne , al igual que centenares de militantes comunistas, fue detenido sin proceso, a la orden del Poder Ejecutivo y confinado hasta 1945 en la cárcel de Neuquén, donde compartió la celda con Luis Víctor Sommi, en condiciones muy duras. La cárcel construida en 1904 había sido declarada inhabitable y hacía 10 años que estaba como depósito sin presos. 
Otro de los presos fue Pedro Chiarante, una de las figuras claves en el proceso de creación de los sindicatos de la construcción en 1935, que llegó a la vicepresidencia del II Congreso de la Confederación General del Trabajo. quien fue mantenido preso por el gobierno unas semanas en la Cárcel de Villa Devoto y después lo trasladó a la Isla Martín García, y que al ser liberado después de un año su salud estaba definitivamente dañada por los rigores del clima que debió soportar.
Luis Víctor Sommi escribió acerca de su paso por la cárcel de Neuquén:

“La mayoría de los presos éramos obreros. En esta etapa de la “revolución”, los mandones se habían especializado en la caza de los militantes obreros que no se dejaban domesticar…También había estudiantes, abogados, médicos y profesores que pagaban con la prisión su digna y valiente resistencia a la dictadura”(pág.19). “La comida era insoportable…En realidad, el preso político se alimentaba con el paquete solidario que…le llevaban sus familiares, amigos o camaradas” (pág.21) “Aislados sin diarios” (pág.41)… los responsables… perseguían con calculada frialdad nuestro derrumbe físico y moral…el régimen carcelario ha dejado hondas huellas en la salud de todos (pág.51) que sufrían “agudo proceso de descalcificación” (pág.55) “…en agosto de 1944 el 84 % de los reclusos estaba enfermo (pág.56)… “En el invierno de 1944 el tifus” (pág.58) “no había medicamentos” (pág.61). “…hubo días de 13 y 14 grados bajo cero …nos prohibían todas nuestras prendas personales de abrigo…El reglamento así lo disponía …hombres de más de 60 años…tenían que soportar los crudos fríos…sin más abrigo que el pobre y humillante uniforme del penal …no había calefacción…amigos y familiares…nos enviaron guantes de lana…y…el director los mandó al depósito.(págs.62-66) “…visitas de 10 minutos 2 veces por semana” (pág.70).

Volvió a su casa, según Alicia Dujovne Ortiz, con “más reumatismos y menos dientes”.
José Peter, dirigente de la industria frigorífica, fue detenido el 6 de junio de 1943 y recluido sin proceso en la cárcel de Neuquén. El 2 de octubre de 1943 comenzó una huelga de los trabajadores de frigoríficos, pertenecientes a la Federación Obrera de la Industria de la Carne (FOIC);  exigiendo su libertad y Perón ordenó su traslado inmediato en un avión militar a Buenos Aires, donde se entrevistó con el coronel Domingo Mercante, acordando el levantamiento de la huelga a partir del día 4 a cambio de que no se produjeran despidos. El día 3 una multitud de trabajadores de la carne aclamó a Peter en el estadio de Sportivo Dock Sud y la asamblea celebrada en el lugar levantó la huelga. El 21 de octubre el gobierno allanó los locales sindicales clausurando la FOIC , la cual fue disuelta el 13 de febrero de 1944. Peter fue detenido por la Policía Federal Argentina y al año siguiente, deportado a Montevideo. El historiador Horacio Tarcus, atribuye ese hecho a la circunstancia de que Peter "se mostró inconmovible a la seducción del coronel".

### Política industrial

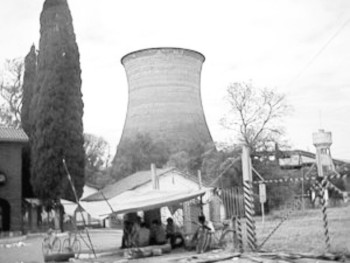
Altos Hornos Zapla, ubicado en la provincia de Jujuy, Argentina.

Ramírez y sobre todo Farrell, continuaron una política de industrialización que fue de la mano de la política laboral. Ambas estaban dirigiendo una transformación veloz de la sociedad argentina, provocando un crecimiento geométrico de la clase obrera y el sector asalariado, con presencia creciente de las mujeres en el mercado de trabajo, aparición de un gran sector de empresarios industriales pequeños y medianos, y una gran migración interna hacia Buenos Aires, los llamados despectivamente cabecitas negras, con componentes culturales diferentes de los que habían caracterizado a la gran ola de inmigración europea (1850-1950) que inundó el país.
Las principales medidas de política industrial de la dictadura fueron:
- Creación de la Secretaría de Industria con rango ministerial (Ramírez, 1943).
- Utilización del sistema tarifario (aranceles de importación) para orientarlo con un sentido proteccionista;
- Nacionalización de los elevadores de granos y la Compañía Primitiva de Gas;
- Intervención de la Corporación de Transporte de Buenos Aires (CTCBA), símbolo de la corrupción durante la década infame, de la que el Estado ya era el principal accionista debido a su déficit crónico;
- Compra del ferrocarril Rosario-Mendoza;
- Reinicio de los servicios del Ferrocarril Trasandino, cerrado durante la década infame y de gran importancia para la economía de Cuyo;
- Creación del Banco de Crédito Industrial, decisivo para el fomento de la industria (Farrell, 1944);[nota 7]</ref>
- En junio de 1944, se presentó el prototipo del primer tanque mediano de fabricación argentina, que recibió el nombre de Nahuel, diseñado por el teniente coronel Alfredo Baisi;
- Finalización de las obras de construcción del primer alto horno siderúrgico, en Altos Hornos Zapla, que el 11 de octubre de 1945 realizó la primera colada de arrabio;
- Disolución de las juntas reguladores y del Instituto Movilizador, creados durante la década infame para proteger intereses empresariales corporativos.

### El 45

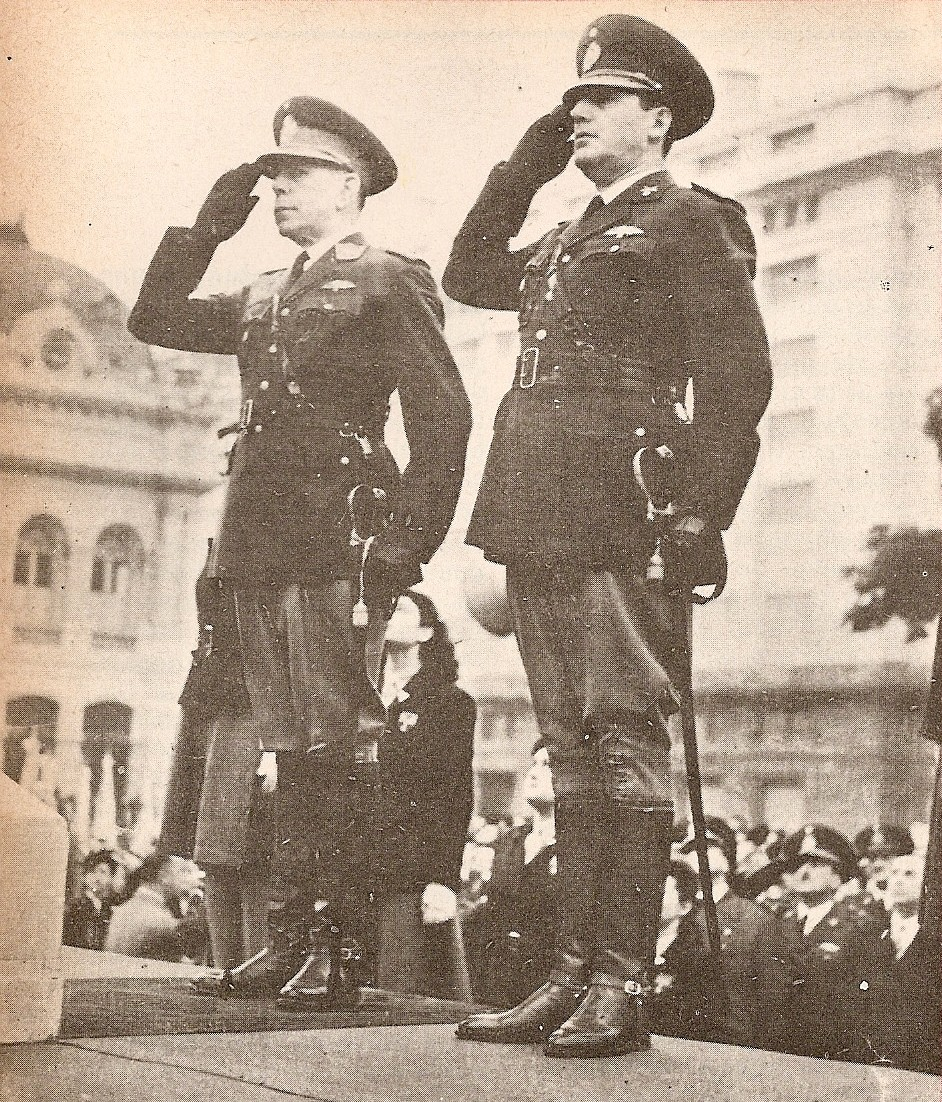
El dúo Farrell-Perón conformaron un eje que dominó el curso de la Revolución del 43 en los últimos dos años.

1945 fue uno de los años más importantes de la historia argentina. Se inició con la obvia intención de Farrell y Perón de preparar el ambiente para declarar la guerra a Alemania y Japón con el fin de salir de la situación de completo aislamiento en que se encontraba el país, y abrir un camino hacia la realización de elecciones.
Ya en octubre del año anterior la dictadura había solicitado una reunión a la Unión Panamericana para considerar un rumbo de acción común. Seguidamente nuevos miembros del grupo nacionalista de derecha fueron abandonando el gobierno: el ministro de Relaciones Exteriores Orlando L. Peluffo, el interventor de Corrientes David Uriburu, y sobre todo el general Sanguinetti, desplazado del crucial cargo de interventor de la Provincia de Buenos Aires que, luego de un breve interregno, fue asumido por Juan Atilio Bramuglia, el abogado socialista de la Unión Ferroviaria, integrante del sector sindical que inició el acercamiento del movimiento obrero a los militares del grupo de Perón.
En febrero Perón realizó un viaje secreto a Estados Unidos para convenir la declaración de guerra, el cese del bloqueo, el reconocimiento al gobierno argentino y la adhesión de este a la Conferencia Interamericana de Chapultepec prevista para el 21 de febrero. Poco después renunció el nacionalista de derecha Rómulo Etcheverry Boneo al Ministerio de Educación siendo reemplazado por Antonio J. Benítez, un hombre del grupo de Farrell-Perón.
El 27 de marzo, al mismo tiempo que la mayor parte de los países latinoamericanos, Argentina le declaró la guerra a Alemania y Japón y una semana después firmó el Acta de Chapultepec quedando habilitada a participar en la Conferencia de San Francisco que fundó las Naciones Unidas el 26 de junio de 1945, integrando el grupo de los 51 países fundadores.

### Peronismo vs. antiperonismo

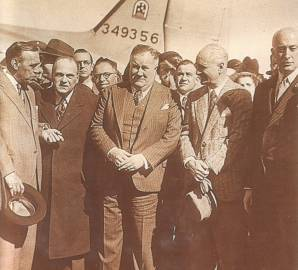
Spruille Braden, el nuevo embajador de EE. UU. en la Argentina, llegó a Buenos Aires el 19 de mayo de 1945. Fue el principal organizador del antiperonismo.

La característica principal del año 1945 en la Argentina sería la radicalización de la situación política entre peronismo y antiperonismo, impulsada en gran medida por Estados Unidos, a través de su embajador, Spruille Braden. En adelante la población argentina quedaría dividida en dos bandos frontalmente enfrentados: una clase obrera mayoritariamente peronista y un bando antiperonista mayoritario en la clase media (sobre todo porteña) y la clase alta.
El 19 de mayo llegó a Buenos Aires Spruille Braden, el nuevo embajador norteamericano que se desempeñaría en el puesto hasta noviembre del mismo año. Braden era uno de los dueños de la empresa minera Braden Copper Company de Chile, partidario de la política imperialista dura del «Gran Garrote»; tenía una posición abiertamente anti-sindical y se oponía a la industrialización de  Argentina. Con anterioridad había desempeñado un papel relevante en la Guerra del Chaco entre Bolivia y Paraguay, preservando los intereses de la Standard Oil y en Cuba (1942) operando para que rompiera relaciones con España. Con posterioridad se desempeñó como Subsecretario de Asuntos Latinoamericanos de Estados Unidos y comenzó a trabajar como lobbista pago de la United Fruit Company impulsando el golpe de Estado contra Jacobo Arbenz en Guatemala en 1954.
Según el embajador británico, Braden tenía «la idea fija de que había sido elegido por la Providencia para derrocar al régimen Farrell-Perón». Desde un primer momento, Braden comenzó públicamente a organizar y coordinar a la oposición, exacerbando el conflicto interno.
El 16 de junio la oposición comenzó la ofensiva con el famoso Manifiesto del Comercio y la Industria en el que 321 organizaciones patronales, lideradas por la Bolsa de Comercio y la Cámara Argentina de Comercio cuestionaban duramente la política laboral. La principal queja del sector empresario era que se estaba creando «un clima de recelos, de provocación y de rebeldía, que estimula el resentimiento, y un permanente espíritu de hostilidad y reivindicación».
El movimiento sindical, en el que aún no predominaba el apoyo abierto a Perón, reaccionó rápidamente en defensa de la política laboral y el 12 de julio la CGT organizó un multitudinario acto bajo el lema «Contra la reacción capitalista». Según el historiador radical Félix Luna esa fue la primera vez que los trabajadores comenzaron a identificarse como «peronistas».
La polarización social y política continuó escalando. El antiperonismo adoptó la bandera de la democracia y criticó duramente las que llamaba actitudes antidemocráticas por parte de sus adversarios; el peronismo tomó como bandera la justicia social y criticaba duramente el desprecio por los trabajadores de sus adversarios. En sintonía con los términos de la polarización, el movimiento estudiantil expresaba su oposición con la consigna «no a la dictadura de las alpargatas» y el movimiento sindical respondía con «alpargatas sí, libros no».

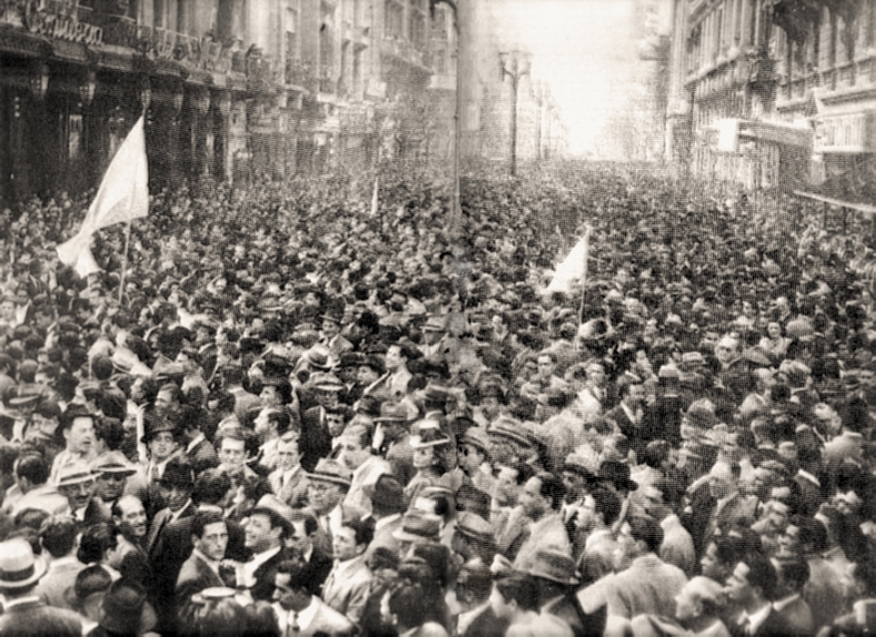
El 19 de septiembre de 1945 la oposición antiperonista realizó la multitudinaria Marcha de la Constitución y la Libertad.

El 19 de septiembre de 1945 la oposición apareció unida por primera vez con una enorme manifestación de más de 200.000 personas, denominada la Marcha de la Constitución y la Libertad, que se dirigió del Congreso al barrio de la Recoleta. Cincuenta personalidades de la oposición encabezaban la marcha, entre ellos los radicales José P. Tamborini, Enrique Mosca, Ernesto Sammartino y Gabriel A. Oddone, el socialista Nicolás Repetto, los Unión Cívica Radical Antipersonalista José M. Cantilo y Diógenes Taboada, el conservador (PDN) Laureano Landaburu, los demócratas cristianos Manuel Ordóñez y Rodolfo Martínez, el filocomunista Luis Reissig, el demócrata progresista Juan José Díaz Arana, el rector de la UBA Horacio Rivarola.
El historiador Miguel Ángel Scenna comenta aquel hecho diciendo que:

La marcha fue una espectacular demostración de poderío de la oposición. Una larga y compacta masa de 200.000 personas -algo pocas veces o nunca visto- cubrió aceras y calzadas.

Se ha dicho que la manifestación estaba mayoritariamente integrada por personas de clase media y alta, lo que resulta históricamente indiscutible, pero ello no invalida el significado histórico de su amplitud social y su pluralidad política. Desde el presente es posible interpretar que una de las dos mitades en que se estaba dividiendo la población estaba allí, pero en aquel momento la marcha aparecía como la unidad de prácticamente todas las fuerzas políticas y sociales que habían actuado en el país hasta entonces.
La marcha opositora impactó de lleno en el poder de Farrell-Perón y desencadenó una sucesión de asonadas militares antiperonistas que se concretaron el 8 de octubre cuando las fuerzas militares de Campo de Mayo, al mando del general Eduardo J. Ávalos (uno de los líderes del GOU), exigieron la renuncia y detención de Perón. El 11 de octubre Estados Unidos le pidió a Gran Bretaña que dejara de comprar bienes argentinos durante dos semanas para producir la caída del gobierno. El 12 de octubre Perón fue detenido y llevado a la Isla Martín García. En ese momento los líderes del movimiento opositor tuvieron el país y el gobierno a su disposición. «Perón era un cadáver político» y el gobierno, presidido formalmente por Farrell, estaba en realidad en manos del general Ávalos quien asumió como Ministro de Guerra en reemplazo de Perón y sólo pretendía entregar el poder a los civiles lo antes posible.
Perón fue reemplazado en la vicepresidencia por el ministro de Obras Públicas, general Juan Pistarini, quien mantuvo los dos cargos, y el jefe de la Marina, el contralmirante Héctor Vernengo Lima, asumió el Ministerio de Marina. La tensión llegó a un punto tal que el líder radical Amadeo Sabattini fue abucheado por nazi en la Casa Radical, un gigantesco acto civil atacó el Círculo Militar (12 de octubre) y un comando paramilitar llegó a planear el asesinato de Perón.
La Casa Radical de la calle Tucumán en Buenos Aires, se había convertido en el centro de deliberaciones de la oposición. Pero los días pasaron sin que se tomara ninguna resolución y los líderes opositores cometieron graves errores: uno de ellos, no organizarse y esperar pasivamente que las Fuerzas Armadas actuaran por sí mismas. Otro error, mucho más grave, fue aceptar y muchas veces impulsar el revanchismo patronal. El día miércoles 16 de octubre era día de pago:

Al ir a cobrar la quincena, los obreros se encontraron con que el salario del feriado 12 de octubre no se pagaba, a pesar del decreto firmado días antes por Perón. Panaderos y textiles fueron los más afectados por la reacción patronal. -¡Vayan a reclamarle a Perón!- era la sarcástica respuesta.

### El 17 de octubre de 1945

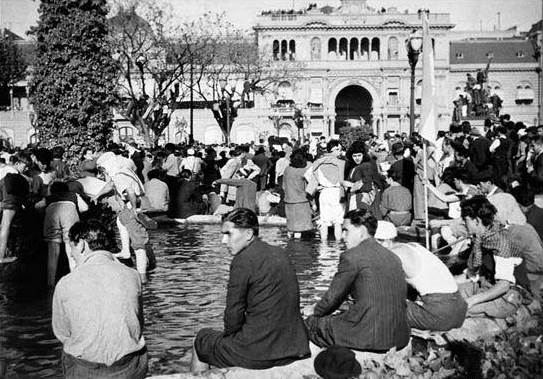
«Las patas en la fuente», famosa foto de la movilización peronista conocida como Día de la Lealtad (17 de octubre de 1945), que obtuvo la liberación de Juan Perón.

Al día siguiente, 17 de octubre de 1945, se produjo uno de los hechos decisivos de la historia argentina. Un sector social desconocido, que había permanecido por completo ausente de la historia argentina hasta ese momento, irrumpió tomando Buenos Aires y exigiendo la libertad de Perón. La ciudad fue tomada por decenas de miles de obreros, provenientes de las zonas industriales que venían creciendo en la periferia de la ciudad. La multitud se instaló en la Plaza de Mayo. Se caracterizaba por la gran cantidad de jóvenes y sobre todo de mujeres que la integraban, y por el predominio de personas con el cabello y la piel más oscuros que los que concurrían a los tradicionales actos políticos de la época. La oposición antiperonista destacó esas diferencias y utilizó términos despectivos para referirse a los simpatizantes del peronismo, como «negros», «grasas», «descamisados», «cabecitas negras». Fue el dirigente radical unionista, Ernesto Sammartino, el que utilizó dos años después un término muy criticado: «aluvión zoológico».
Los manifestantes venían acompañados de toda una nueva generación de jóvenes y nuevos delegados de base sindicales pertenecientes a los sindicatos de la CGT, que habían comenzado a reaccionar dos días antes con la huelga de la FOTIA (azucareros). Fue una movilización completamente pacífica, pero la conmoción política y cultural fue de tal magnitud, que en pocas horas el triunfo seguro del movimiento antiperonista de una semana atrás se había diluido, al igual que el poder que aún le quedaba al gobierno militar.
Durante ese día, los mandos militares discutieron el método para frenar a la multitud. El ministro de Marina, almirante Héctor Vernengo Lima, propuso reprimir a los manifestantes con armas de fuego pero el general Ávalos se opuso. Luego de intensas negociaciones en las que se destacó el radical Armando Antille como delegado de Perón, este fue puesto en libertad y esa misma noche se dirigió a sus simpatizantes desde uno de los balcones de la Casa Rosada. Pocos días después se estableció la fecha de las elecciones: 24 de febrero de 1946.

### Las elecciones presidenciales de 1946

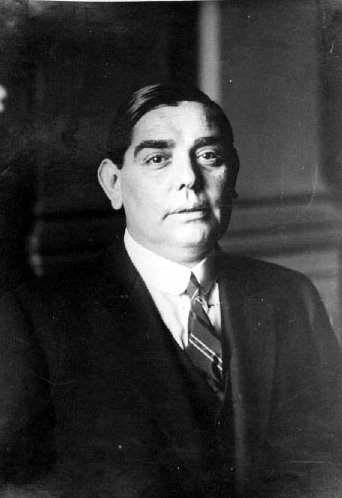
El radical unionista José P. Tamborini, candidato a presidente por la Unión Democrática en las elecciones presidenciales de 1946.

#### Las fuerzas políticas
Luego del 17 de octubre los dos bandos se organizaron para las elecciones.
El peronismo, con las candidaturas de Juan Perón y el radical Hortensio Quijano, no pudo sumar a ninguno de los partidos políticos existentes y debió organizarse rápidamente sobre la base de tres nuevos partidos:
- Partido Laborista organizado por los sindicatos, presidido por el sindicalista revolucionario Luis Gay;[128]
- La Unión Cívica Radical Junta Renovadora, liderada por Quijano y Antille, agrupó a los radicales desprendidos de la Unión Cívica Radical;
- El Partido Independiente, presidido por el Almirante Alberto Tessaire, agrupó a los conservadores que apoyaban a Perón.

Los tres partidos coordinaron su actuación política mediante una Junta Nacional de Coordinación Política (JCP), que presidía el abogado del sindicato ferroviario Juan Atilio Bramuglia. Allí se acordó que cada uno de los partidos elegiría a sus candidatos y que el 50% de los cargos correspondían al Partido Laborista mientras que el 50% restante debía distribuirse por partes iguales entre la Unión Cívica Radical Junta Renovadora y el Partido Independiente.
El antiperonismo se organizó en la Unión Democrática que llevó como candidatos a los radicales José P. Tamborini y Enrique Mosca y estuvo integrada por:
- La Unión Cívica Radical;
- El Partido Socialista;
- El Partido Demócrata Progresista
- El Partido Comunista

El conservador Partido Demócrata Nacional, sustento principal de los gobiernos de la Década Infame, no pudo integrar la Unión Democrática debido a la oposición de la UCR. De todos modos el PDN dio orden de votar la fórmula Tamborini-Mosca, pero su exclusión de la alianza antiperonista facilitó su fragmentación. En algunos casos, como en Córdoba, el PDN integró formalmente la alianza. Dentro de la UCR ese mismo año se formó un sector interno que adoptó el nombre de Movimiento de Intransigencia y Renovación (los intransigentes) que adoptó una posición contraria a la Unión Democrática y a los sectores de radicalismo que la apoyaban, los unionistas.
Adhirieron también a la UD pequeños partidos, como el Partido Popular Católico y la Unión Centro Independientes, así como importantes organizaciones estudiantiles (FUA, FUBA, etc.), patronales (UIA, SRA, CAC, etc.), y profesionales (Centro de Ingenieros, Asociación de Abogados, Sociedad Argentina de Escritores, etc.).
La UD llevó candidatos únicos para la fórmula presidencial pero permitió que cada partido llevara candidatos propios en los distritos. La UCR concurrió efectivamente con candidatos propios en todos los casos, pero las otras fuerzas utilizaron diversas variantes. Los demócratas progresistas y comunistas establecieron en la Capital Federal una alianza llamada Unidad y Resistencia que llevaba como candidatos a senadores a Rodolfo Ghioldi (PC) y Julio Noble (PDP). En Córdoba la alianza incluyó a los conservadores del PDN. Los socialistas se inclinaron también por presentar candidatos propios.

#### La campaña
El peronismo, que registraba una importante participación femenina en las marchas sindicales, propuso reconocer los derechos políticos de las mujeres. La Asamblea Nacional de Mujeres presidida por Victoria Ocampo, que adhería a la Unión Democrática y propugnaba desde tiempo atrás el voto femenino, se opuso a la iniciativa por considerar que la reforma debía ser realizada por un gobierno democrático y no por una dictadura y la propuesta finalmente no se aprobó. De todos modos Perón fue acompañado durante la campaña por su esposa, Eva Duarte de Perón, lo que constituyó una novedad para la cultura política argentina.
Durante la campaña electoral el gobierno sancionó el decreto-ley 33.302/45 creando el Sueldo Anual Complementario (SAC) y otras mejoras laborales. Las organizaciones patronales resistieron abiertamente la medida y al finalizar diciembre de 1945 ninguna empresa había pagado aún el SAC. En respuesta la CGT declaró una huelga general, que fue respondida a su vez por el sector empresario con un lock-out en las grandes tiendas comerciales. La Unión Democrática, incluyendo los partidos obreros que la integraban (Socialista y Comunista), apoyó en el conflicto al sector patronal oponiéndose al SAC, mientras que el peronismo apoyó abiertamente a los sindicatos en su lucha por garantizarlo. Pocos días después los sindicatos obtuvieron una importante victoria, que fortaleció al peronismo y dejó descolocadas a las fuerzas antiperonistas, al acordar con el sector empresario el reconocimiento del «sueldo anual complementario» y su pago en dos cuotas.
Otro hecho importante sucedido durante la campaña fue la publicación del Libro azul. Menos de dos semanas antes de las elecciones, el 11 de febrero de 1946, tomó estado público una iniciativa oficial del gobierno de los Estados Unidos, con el título de Consulta entre las repúblicas americanas respecto de la situación argentina, que fue más conocido como el Libro azul. La iniciativa había sido preparada por Spruille Braden y consistía en un intento, por parte de Estados Unidos de proponer internacionalmente la ocupación militar de Argentina, aplicando la llamada Doctrina Rodríguez Larreta. Una vez más ambos sectores adoptaron posiciones frontalmente opuestas: la Unión Democrática apoyó el Libro azul y la inmediata ocupación militar de Argentina por fuerzas militares lideradas por Estados Unidos; adicionalmente exigió la inhabilitación legal de Perón para ser candidato. Perón a su vez contraatacó publicando el Libro Azul y Blanco (en referencia a los colores de la bandera argentina) y haciendo público un eslogan que establecía una disyuntiva contundente, «Braden o Perón», que tuvo una fuerte influencia en la opinión pública al momento de votar.

#### Las elecciones
En general las fuerzas políticas y sociales de la época preveían una segura y amplia victoria de la Unión Democrática en las elecciones del 24 de febrero de 1946. El diario Crítica calculaba que Tamborini obtendría 332 electores contra solo 44 de Perón. Incluso, en febrero de 1946, los demócratas progresistas y los comunistas habían preparado un golpe de Estado conducido por el Coronel Suárez, que la Unión Cívica Radical consideró innecesario porque consideraron que la elección estaba ganada.
Ese mismo día, poco después de cerrados los comicios, el dirigente socialista Nicolás Repetto ratificaba esa seguridad en la victoria, a la vez que elogiaba la limpieza con que se realizaron:

Puede asegurarse que el régimen imperante ha sido abrumadoramente derrotado por las fuerzas democráticas, en una jornada cívica en que cabe reconocer que las fuerzas armadas han cumplido con su palabra de garantizar la pureza del acto electoral.

Contra tales pronósticos, Perón obtuvo 1 527 231 votos (55 %) contra 1 207 155 votos que apoyaron a Tamborini (45 %), ganando además en todas las provincias menos Corrientes.
Del lado peronista, el sector sindical organizado en el Partido Laborista obtuvo el 85 % de los votos. De lado antiperonista, la derrota fue particularmente decisiva para los partidos Socialista y Comunista, que no lograron ninguna representación en el Congreso Nacional.

## Marcha del 4 de junio
En conmemoración a la Revolución, se compuso en 1943 una marcha militar. El autor de la misma fue Francisco Lomuto, entonándola Alberto Rivera y Carlos Galarce.

4 DE JUNIO
Renació la esperanza en los hogares;
brilla el sol con más fuerza y esplendor.
Ondea majestuosa en tierra y mares
la bella y arrogante bicolor.
La justicia, apoyada en fuerte brazo,
une al grande y al pobre en su equidad.
¡Cobardes —si es que habéis— ceded al paso
invencible de la argentinidad!
¡4 de Junio!
Jornada redentora de la patria.
El civil de bien
y el soldado leal
guardan tu gloria inmortal.
¡4 de Junio!
Olímpico episodio de la historia.
¡Triunfa la razón!
grite el corazón:
¡Honradez, libertad y honor!